# 24. November
Der 24. November ist der 328. Tag des gregorianischen Kalenders (der 329. in Schaltjahren), somit bleiben 37 Tage bis zum Jahresende. In den christlichen Kirchen ist er der Tag des Kirchenjahres und ein Monat vor Heiligabend.

## Ereignisse

### Politik und Weltgeschehen
- 1411: Die Appenzeller schließen während der Appenzellerkriege mit den acht alten Orten der Alten Eidgenossenschaft einen Schutzvertrag, in dem sie als Zugewandter Ort eingeschränkte Rechte in der Eidgenossenschaft haben.
- 1562: Maximilian II. wird in Frankfurt am Main zum römisch-deutschen König gewählt.
- 1631: Die Niederländer besetzen Olinda, die Hauptstadt Pernambucos, und stecken die Stadt in Brand. Sie wollen ihr Kapital lieber ins nahe gelegene Recife investieren.

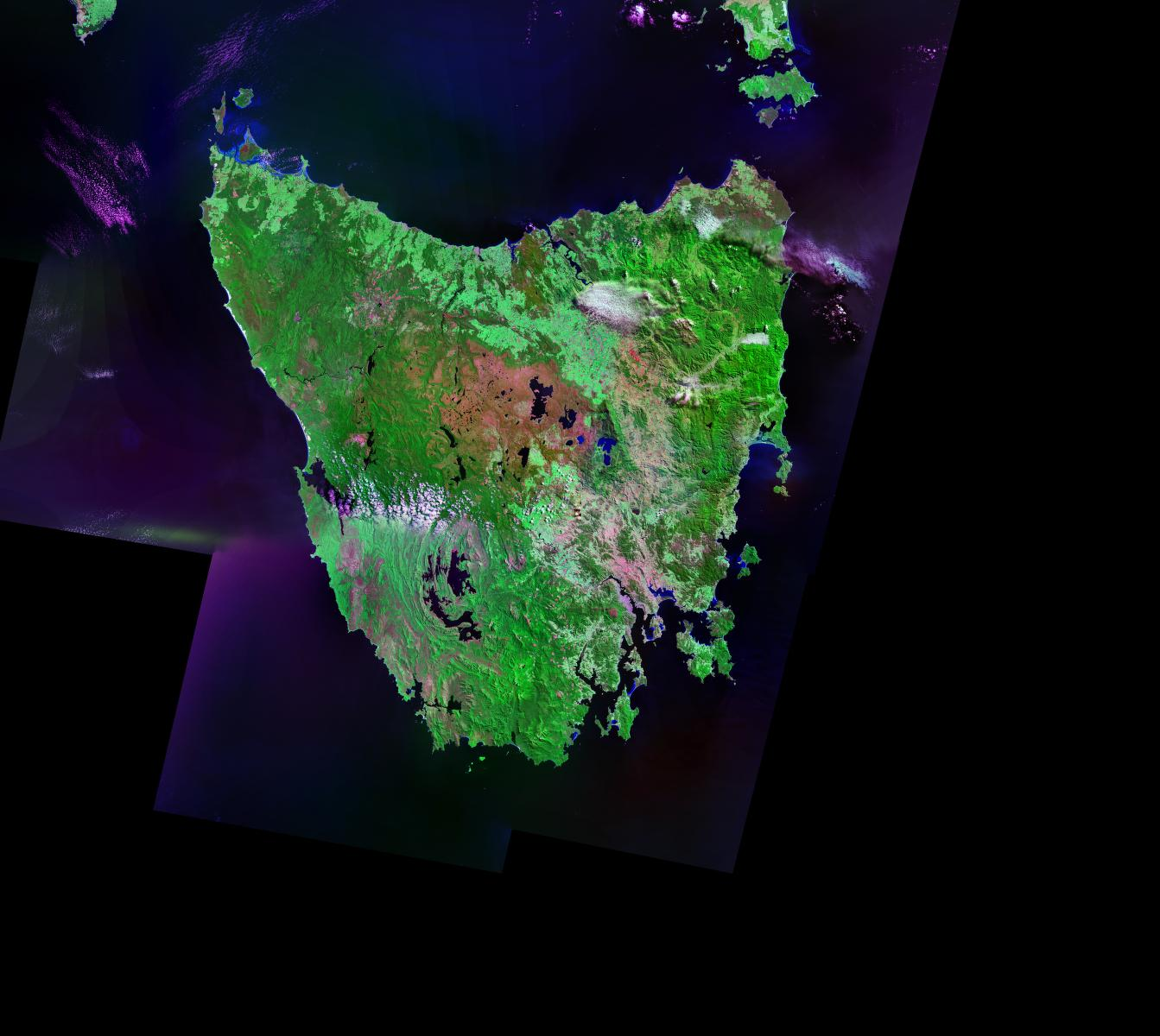
1642: Tasmanien

- 1642: Abel Tasman entdeckt als erster Europäer die Insel Van Diemen’s Land, die später nach ihrem Entdecker in Tasmanien umbenannt wird.
- 1643: Bayerische und kaiserliche Truppen überfallen im Dreißigjährigen Krieg das Winterquartier der französischen Streitmacht unter Josias Rantzau. Die Schlacht bei Tuttlingen sieht die gegnerischen Heerführer Franz von Mercy, Melchior von Hatzfeldt, Johann von Werth und Herzog Karl IV. von Lothringen als Sieger.

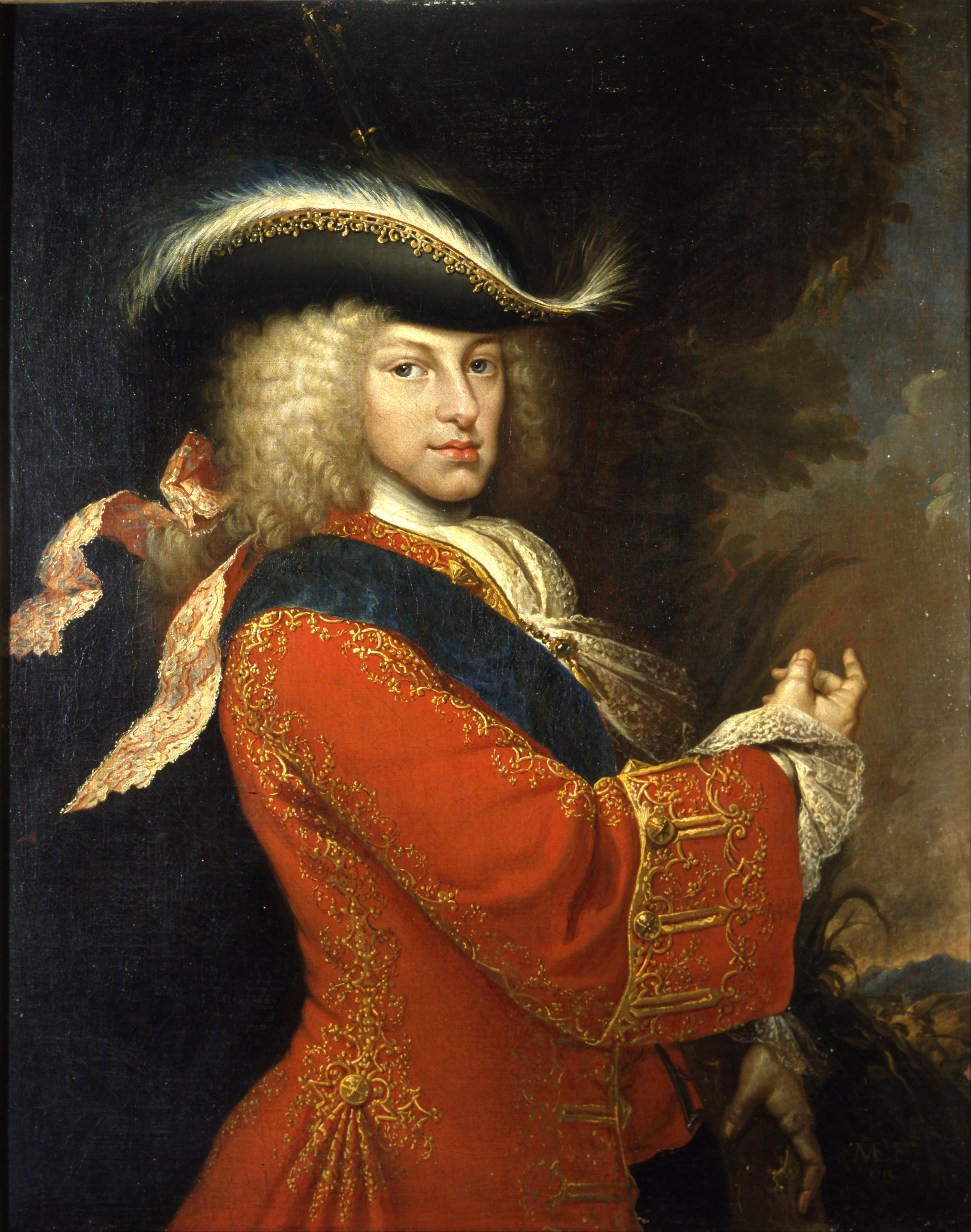
1700: Philipp V.

- 1700: Der Bourbone Philipp von Anjou wird als Philipp V. zum König von Spanien proklamiert. Sein Großvater, Frankreichs König Ludwig XIV., löst damit den Spanischen Erbfolgekrieg aus.
- 1758: Wegen ihrer verzweifelten Lage verlassen die Franzosen das von den Briten belagerte Fort Duquesne, setzen es in Brand und retten sich über den Ohio River. Das stellt einen Wendepunkt im Franzosen- und Indianerkrieg dar.
- 1793: In Frankreich tritt der Revolutionskalender rückwirkend ab dem 22. September 1792, dem Tag der Abschaffung der Monarchie, in Kraft. Das heutige Datum ist damit der 4. Frimaire II.
- 1832: Das Parlament von South Carolina beschließt die Aufhebung der Zollgesetze des Bundes von 1828 und 1832 in seinem Staatsgebiet zum 1. Februar des Folgejahres und löst damit die Nullifikationskrise aus.

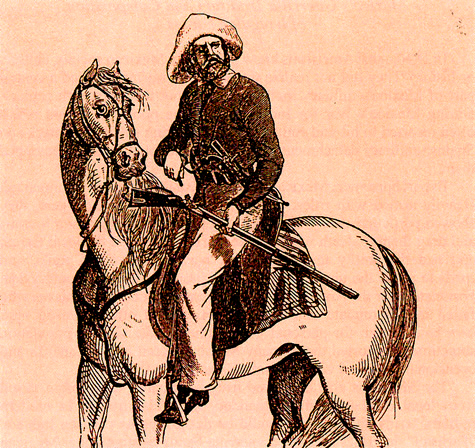
1835: Texas Ranger

- 1835: Die texanische Regierung gestaltet die 1823 von Stephen F. Austin gegründeten Texas Rangers zur regulären staatlichen Organisation um und unterstellt sie der texanischen Armee.

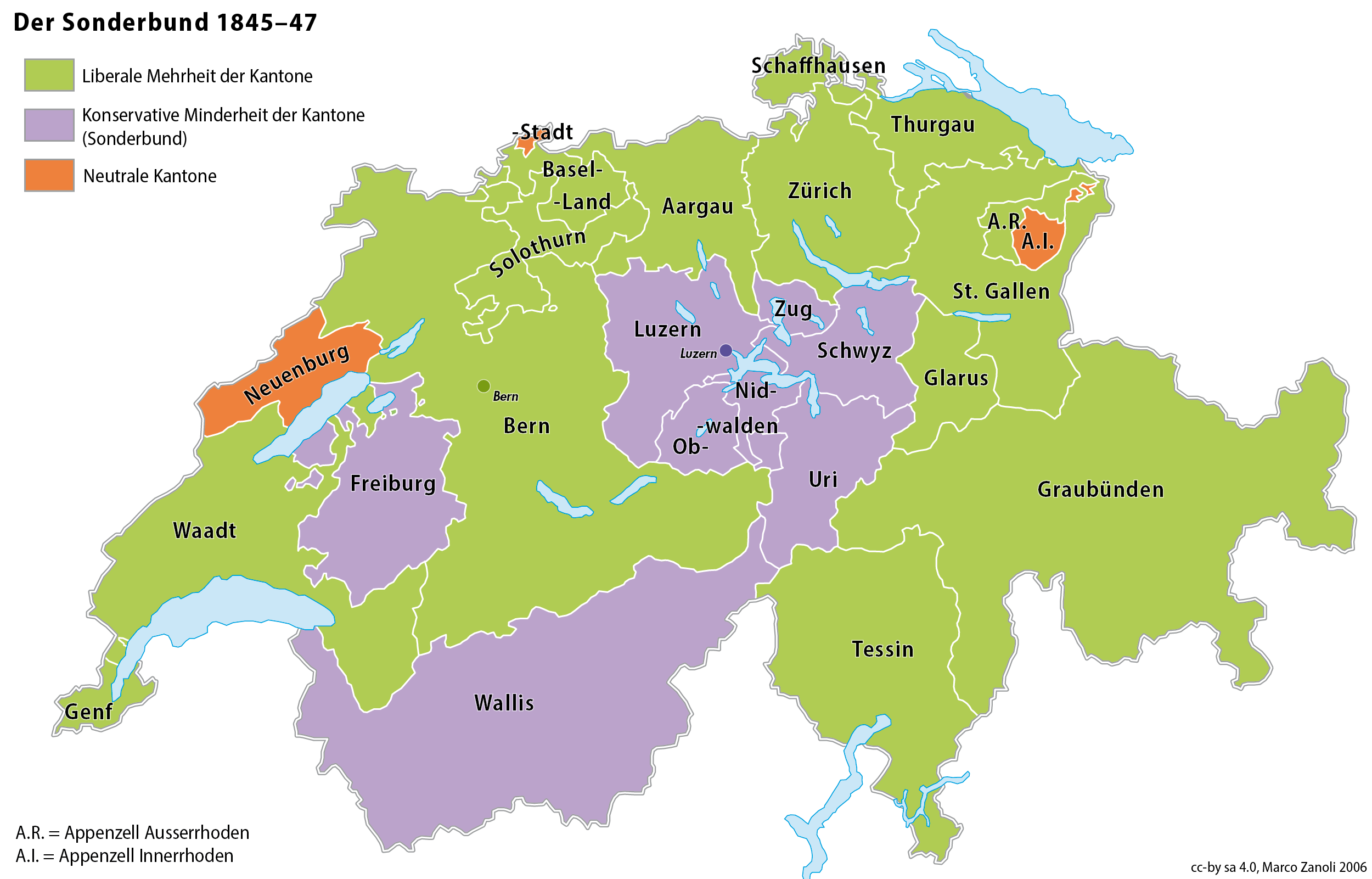
1847: Der Sonderbundskrieg

- 1847: Einen Tag nach der entscheidenden Niederlage im Gefecht bei Gisikon im Schweizer Sonderbundskrieg kapituliert der katholische Kanton Luzern als erstes Mitglied des Sonderbundes.
- 1848: Revolutionäre republikanische Umtriebe in Rom führen dazu, dass Papst Pius IX. die Stadt verlässt und nach Gaeta flieht.
- 1879: William Ewart Gladstone beginnt seine wegweisende Midlothian-Kampagne, in der er scharf die Politik seines konservativen Gegenspielers Benjamin Disraeli angreift.
- 1899: Mit der Niederlage der Mahdisten in der Schlacht von Umm Diwaykarat wird der Mahdi-Aufstand endgültig niedergeschlagen. Die britischen Sieger unter Horatio Herbert Kitchener geben den Sudan jedoch nicht an Ägypten zurück, sondern gründen das Kondominium Anglo-Ägyptischer Sudan.
- 1933: Das erste deutsche Tierschutzgesetz wird verabschiedet.
- 1933: Das von den Nationalsozialisten verabschiedete Gewohnheitsverbrechergesetz sieht schärfere Strafen und die obligatorische Anordnung der Sicherungsverwahrung für gefährliche Täter vor. Es tritt mit dem Jahreswechsel in Kraft.
- 1940: Die Slowakei tritt dem Dreimächtepakt der Achsenmächte im Zweiten Weltkrieg bei.
- 1943: Die Schlacht um die Gilbert-Inseln im Pazifikkrieg endet mit der vollständigen Einnahme der Inseln durch die Alliierten.
- 1944: Die USA beginnen im Zweiten Weltkrieg mit der dritten Phase einer Reihe schwerer Luftangriffe auf Tokio, um den Kriegswillen der japanischen Bevölkerung zu brechen.
- 1946: In Württemberg-Baden werden ein Referendum über die Landesverfassung sowie Wahlen für den ersten Landtag abgehalten, bei denen die CDU stärkste Partei wird.
- 1946: Rettung der Passagiere nach dem Flugunfall auf dem Gauligletscher –  Geburtsstunde der alpinen Luftrettung.
- 1954: Theodor Blank, Konrad Adenauers Beauftragter zur Wiederbewaffnung, wird in Augsburg von Protestierern niedergebrüllt.
- 1955: Walter Ulbricht wird erster Stellvertreter des Vorsitzenden des Ministerrates der DDR.

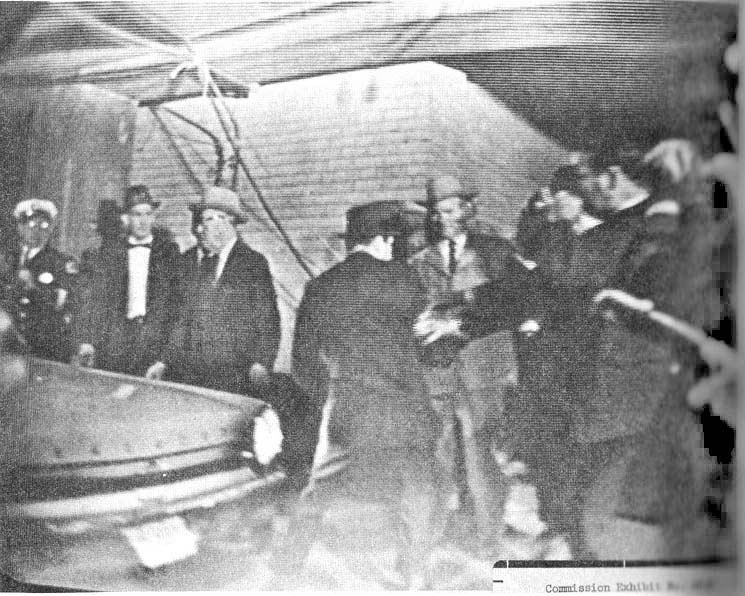
1963: Jack Ruby erschießt Lee Harvey Oswald

- 1963: Der Nachtclubbesitzer Jack Ruby erschießt in Dallas vor laufender TV-Kamera Lee Harvey Oswald, den mutmaßlichen Mörder von US-Präsident John F. Kennedy, bei dessen Überstellung in das Gefängnis und fügt damit dem Attentat auf John F. Kennedy ein weiteres Rätsel hinzu.
- 1965: In der Demokratischen Republik Kongo stürzt Mobutu Sese Seko in einem unblutigen Militärputsch Präsident Joseph Kasavubu.
- 1969: Gustav Heinemann besucht als erster deutscher Bundespräsident die Niederlande. Das durch die deutsche Besetzung im Zweiten Weltkrieg belastete Verhältnis entkrampft sich.
- 1989: In der Tschechoslowakei tritt der Generalsekretär der Kommunistischen Partei, Miloš Jakeš, wegen anhaltender Massenproteste zurück.
- 1989: Bei einem Bombenattentat in Peschawar werden Abdallah Yusuf Azzam, palästinensischer islamistischer Theologe und Ideologe des modernen bewaffneten Dschihad, und zwei seiner Söhne getötet.
- 1995: Estland stellt den Antrag auf einen Beitritt zur EU.

### Wirtschaft

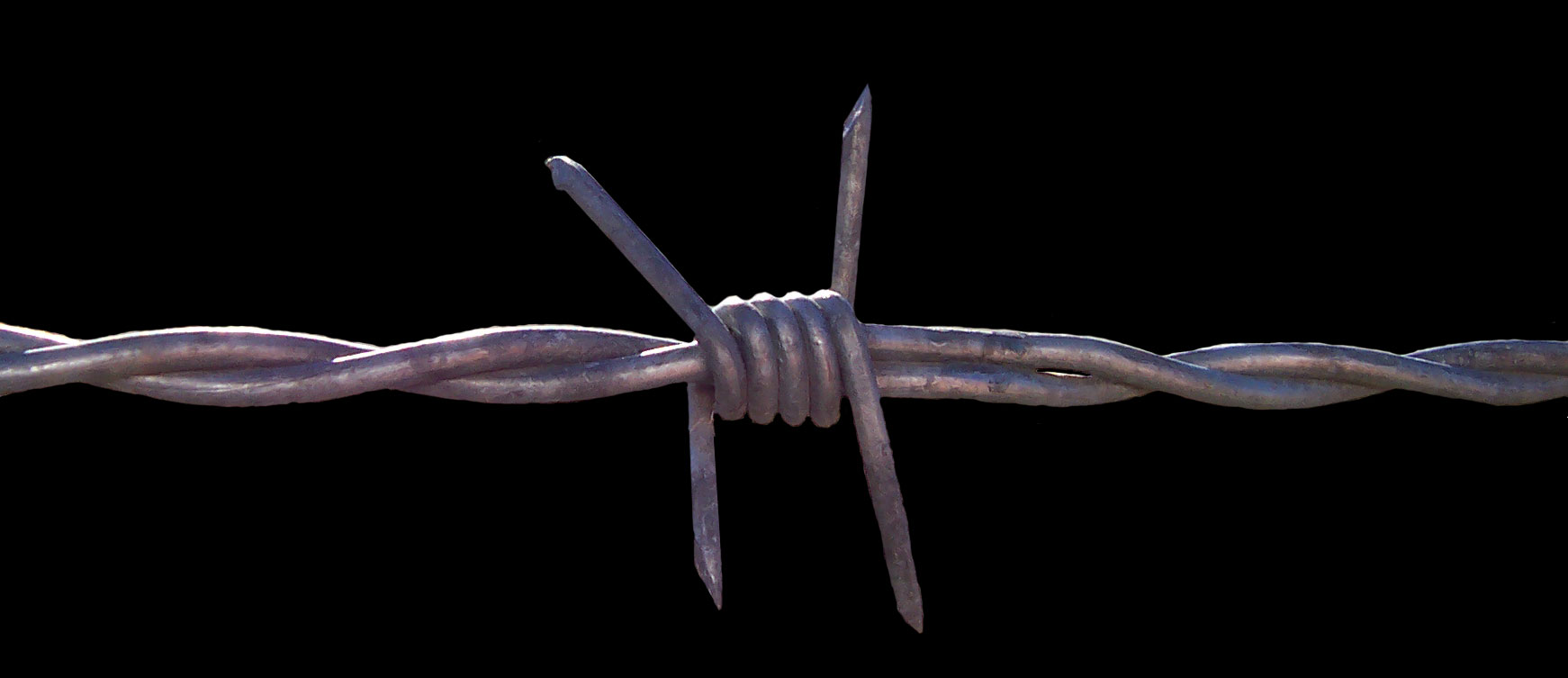
1874: Stacheldraht

- 1874: Der US-Amerikaner Joseph Farwall Glidden erhält auf den von ihm erfundenen Stacheldraht ein Patent.
- 1875: Mit Hilfe des Barons Lionel Nathan Rothschild kann die britische Regierung die Suezkanal-Aktien des bankrotten ägyptischen Khediven Ismail Pascha kaufen.
- 1916: Mitropa, die Mitteleuropäische Schlafwagen- und Speisewagen Aktiengesellschaft, wird gegründet.
- 1920: In Vaduz konstituiert sich die Bank in Liechtenstein (heute LGT Group) zunächst als Tochterunternehmen der Anglo-Österreichischen Bank, die als Pionier des Holdinggeschäfts in Liechtenstein gilt.
- 1956: Mit der Jungfernfahrt eines in den Trumpf-Werken gebauten Prallluftschiffes setzt der Schokoladenhersteller seine Luftwerbung für Trumpf Schokolade in der Nachkriegszeit fort.
- 1961: In der Bundesrepublik Deutschland wird das Bundesministerium für wirtschaftliche Zusammenarbeit und Entwicklung gegründet.
- 1979: Die erste Media-Markt-Filiale wird in München eröffnet.
- 2000: Die Spielkonsole PlayStation 2 von Sony erscheint auf dem europäischen Markt. Sie gilt bis heute als kommerziell erfolgreichste Spielkonsole.
- 2005: Mit Inkrafttreten des Licensing Act wird die bisherige Sperrstundenregelung für Pubs in England und Wales aufgehoben.

### Wissenschaft und Technik
- 1408: Der Altstadtmarktbrunnen in Braunschweig wird gegossen.

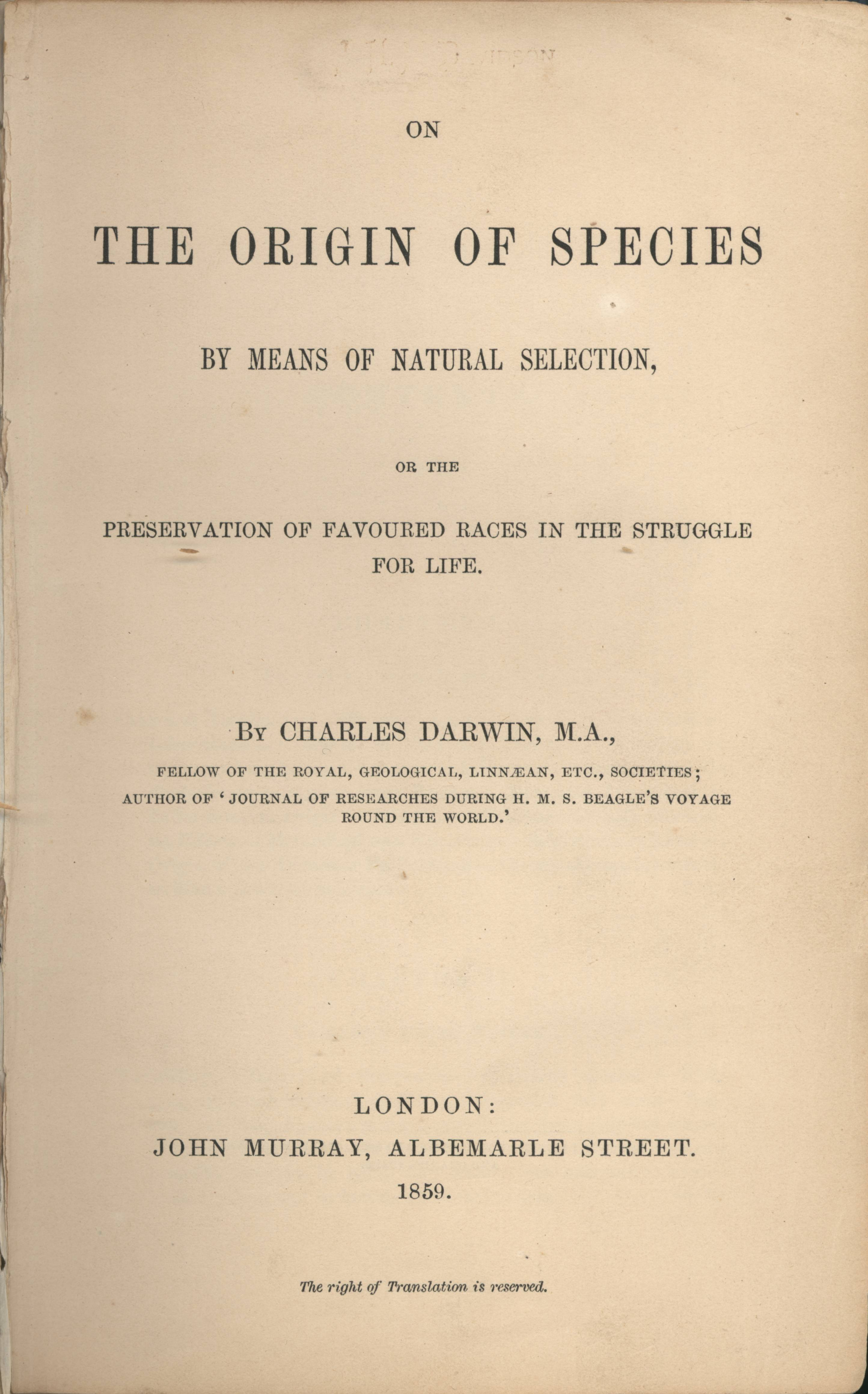
1859: On the Origin of Species (Titelseite)

- 1859: Charles Darwin veröffentlicht mit dem Werk On the Origin of Species seine Evolutionstheorie.
- 1887: Die deutsche Ausgabe des ersten Esperanto-Lehrbuchs erscheint in Warschau. Autor ist Ludwik Lejzer Zamenhof.
- 1955: Das zweimotorige Verkehrsflugzeug Fokker F-27 absolviert seinen Erstflug.
- 1969: Apollo 12 mit den Astronauten Charles Conrad, Alan Bean und Richard Gordon an Bord wassert nach ihrem Mondflug sicher im Pazifik.

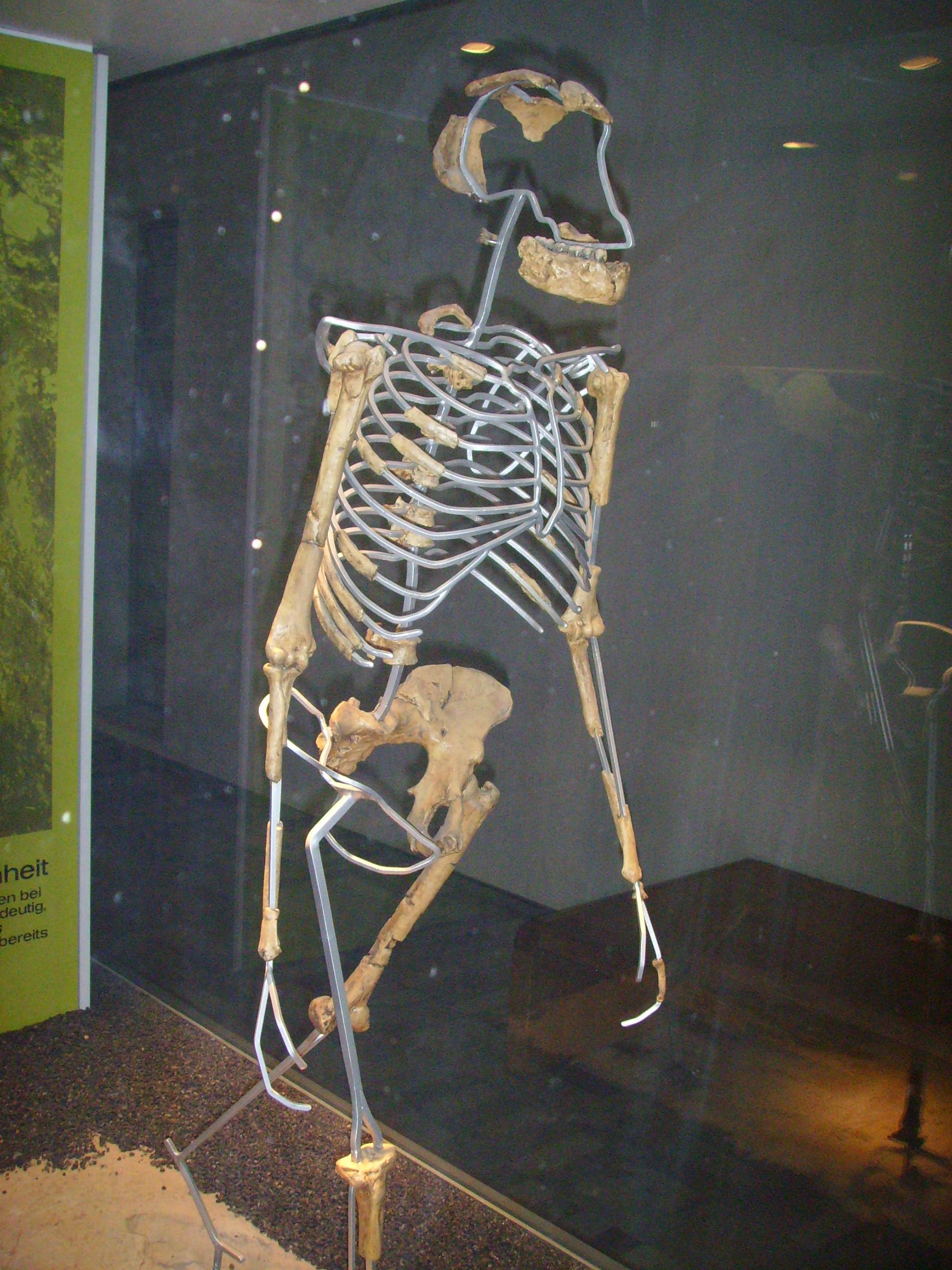
1974: Lucy

- 1974: In Hadar in der äthiopischen Afar-Senke wird mit Lucy ein gut erhaltenes Skelett eines Australopithecus afarensis gefunden, das in der Folge weitere Aufschlüsse über die Geschichte der Menschwerdung zulässt.
- 1995: Die NASA empfängt ein letztes Mal Telemetrie-Daten der Raumsonde Pioneer 11, danach bricht der Funkkontakt endgültig ab.
- 2000: Der erste BSE-Fall bei einem in Deutschland geborenen Rind wird gemeldet.
- 2002: Ein Fledermausbiss verursacht den ersten Tollwutfall bei einem Menschen in Großbritannien seit 100 Jahren.

### Kultur
- 1759: In Wien findet die Uraufführung der Oper Der neue krumme Teufel von Joseph Haydn statt.
- 1812: Am Teatro San Moisè in Venedig erfolgt die Uraufführung der Oper L’occasione fa il ladro von Gioachino Rossini.
- 1841: Die Posse mit Gesang Das Mädl aus der Vorstadt von Johann Nestroy hat seine Uraufführung am Theater an der Wien bei Wien. Die Musik stammt von Adolf Müller senior. Das Stück läuft mit Erfolg bis 1862.
- 1858: Die Tritsch-Tratsch-Polka von Johann Strauss hat in einem Wiener Gasthaus ihre Uraufführung.
- 1860: Die Operette Das Pensionat von Franz von Suppè hat ihre Uraufführung am Theater an der Wien in Wien. Das Stück nach dem Vorbild der Pariser Operette gilt als erste Wiener Operette. Der Librettist wird nur mit den Initialen C. K. angegeben und ist bisher nicht identifiziert.
- 1877: Die britische Schriftstellerin Anna Sewell veröffentlicht ihren Roman Black Beauty. Die Autobiografie eines Pferdes, später eines der bekanntesten Jugendbücher im 20. Jahrhundert.
- 1906: Das Drama Feinde von Maxim Gorki wird unter der Regie von Victor Barnowsky am Kleinen Theater in Berlin uraufgeführt. Das Stück, das in Russland Aufführungsverbot hat, wird nach der letzten Vorstellung am 7. Dezember auch in Deutschland verboten.
- 1911: Am Theater an der Wien in Wien erfolgt die Uraufführung der Operette Eva von Franz Lehár. Das Libretto stammt von Alfred Maria Willner und Robert Bodanzky.
- 1918: In Basel wird die Oper Frutta di mare von Hans Huber uraufgeführt
- 1937: In Kassel findet die Uraufführung der Oper Tobias Wunderlich von Joseph Haas statt. Das Libretto schrieb Ludwig Strecker der Jüngere unter dem Pseudonym Ludwig Andersen. Als Vorlage diente ein Text des österreichischen Schriftstellers Hermann Heinz Ortner.
- 1938: An der Staatsoper Unter den Linden in Berlin erfolgt die Uraufführung der Oper Peer Gynt von Werner Egk nach dem gleichnamigen Stück von Henrik Ibsen.
- 1951: Die Boulevardkomödie Gigi nach einem Roman von Colette wird mit Audrey Hepburn in der Hauptrolle am Broadway uraufgeführt.

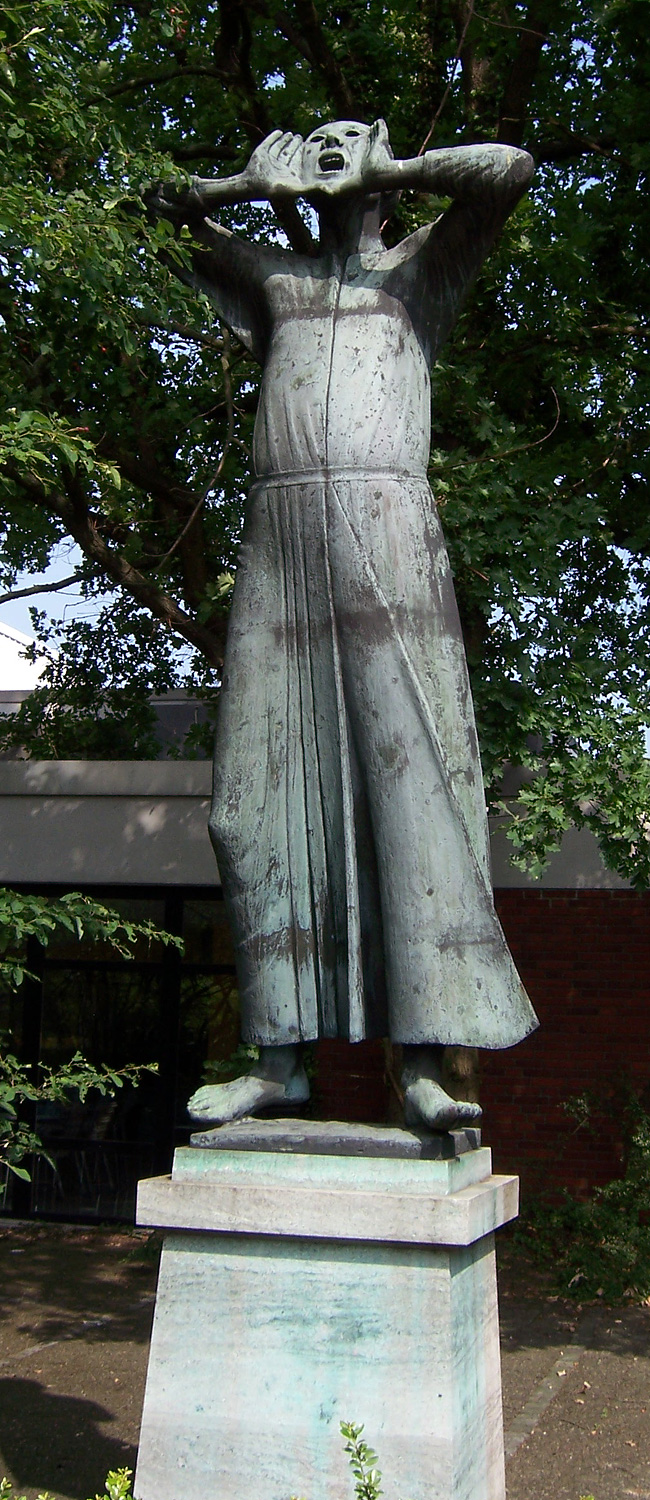
1967: Der Rufer

- 1967: Auf dem Gelände von Radio Bremen wird die Bronzeplastik Der Rufer von Gerhard Marcks eingeweiht.
- 1979: In Ost-Berlin findet die Uraufführung der Oper Leonce und Lena von Paul Dessau statt.
- 1983: Am Kammertheater der Württembergischen Staatstheater in Stuttgart wird die Märchenoper Fanferlieschen Schönefüßchen von Kurt Schwertsik uraufgeführt.

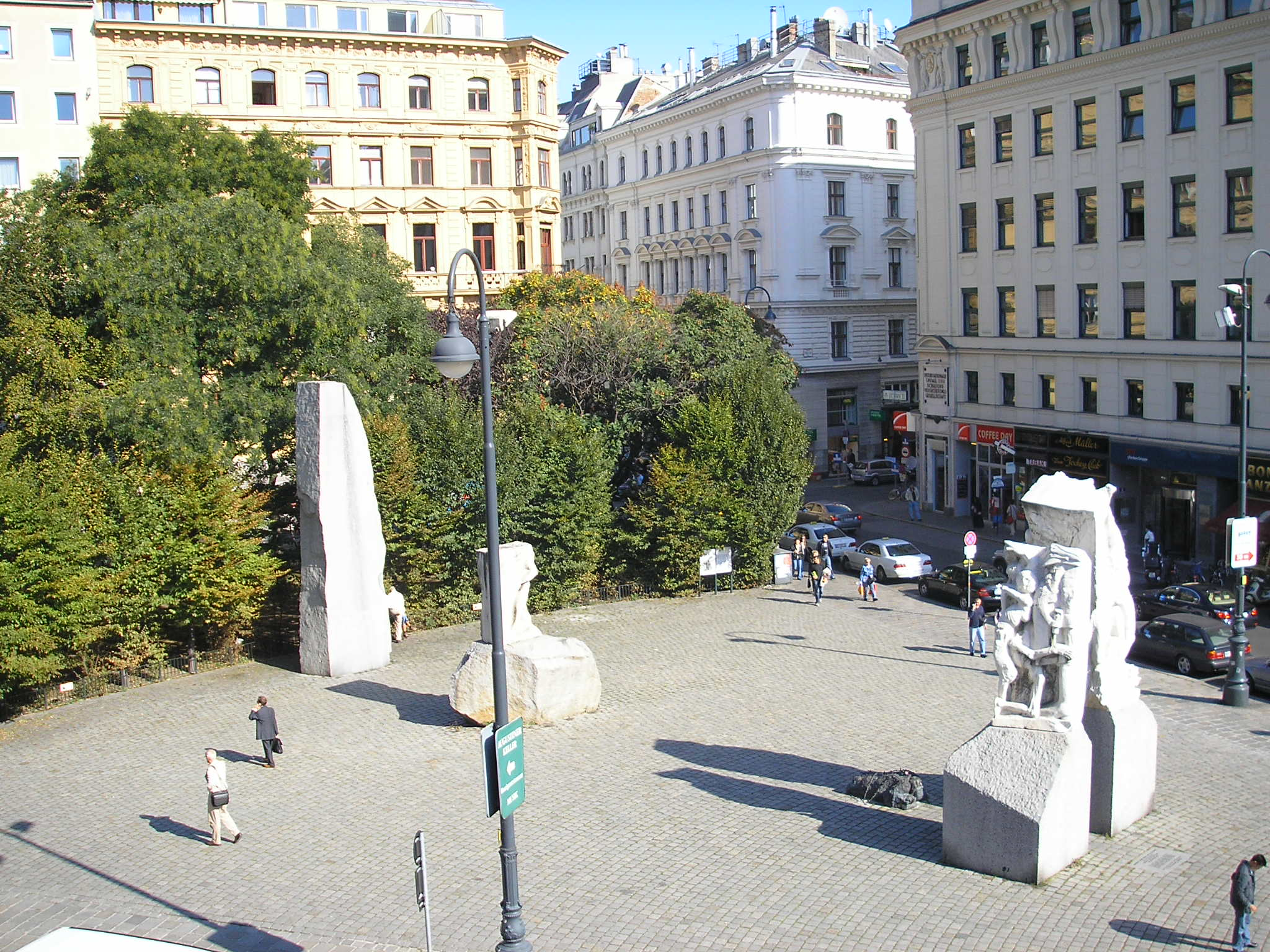
1988: Mahnmal gegen Krieg und Faschismus

- 1988: Auf dem Wiener Albertinaplatz wird das errichtete Mahnmal gegen Krieg und Faschismus des Bildhauers Alfred Hrdlicka der Öffentlichkeit übergeben.
- 2006: Der Faust-Theaterpreis des Deutschen Bühnenvereins, der Kulturstiftung der Länder und der Deutschen Akademie der Darstellenden Künste wird im Aalto-Theater in Essen, Nordrhein-Westfalen, erstmals verliehen.
- 2011: Auf ProSieben wird die erste Folge der Gesangs-Castingshow The Voice of Germany ausgestrahlt.

### Religion
- 0496: Anastasius II. wird nur drei Tage nach dem Tod von Papst Gelasius I. als dessen Nachfolger inthronisiert.
- 0642: Theodor I. folgt Johannes IV. als Papst.
- 1919: In der Enzyklika Paterno iam diu beklagt Papst Benedikt XV. die Not von Kindern in Zentraleuropa. Er ordnet das Sammeln von Geld- oder Sachspenden am 28. Dezember 1919 an.
- 1985: Papst Johannes Paul II. eröffnet in Rom die zweite außerordentliche Generalversammlung der Bischofssynode. Sie soll sich mit dem Erstellen eines Katechismus der römisch-katholischen Kirche befassen.

### Katastrophen
- 1248: Im Chartreuse-Massiv in Savoyen ereignet sich am Mont Granier in der Nacht zum 25. November ein Bergsturz, der mehrere Orte im Weinbaugebiet Savoie unter 150 Millionen Kubikmeter Geröll verschüttet und den Tod von geschätzt bis zu 5.000 Menschen verursacht.
- 1949: Bei Bränden in Uranminen bei Johanngeorgenstadt sterben laut dem Telegraaf über 2000 Menschen. Die DDR-Nachrichtenagentur Allgemeiner Deutscher Nachrichtendienst berichtet hingegen von einem Stollenbrand, bei dem lediglich 19 Arbeiter leichte Rauchvergiftungen erlitten hätten.
- 1976: Ein Erdbeben der Stärke 7,3 in der Türkei und im Iran fordert ca. 5.000 Todesopfer.
- 1992: Guilin, Volksrepublik China: Beim Absturz einer aus Guangzhou kommenden Boeing 737 der China Southern Airlines beim Landeanflug 20 km vor dem Ziel kommen alle 141 Menschen an Bord ums Leben.
- 2005: Der Giftteppich des Songhua Jiang nach dem Chemieunfall von Jilin erreicht die chinesische Stadt Harbin.

Kleinere Unglücksfälle sind in den Unterartikeln von Katastrophe und in der Liste von Katastrophen aufgeführt.

### Natur und Umwelt

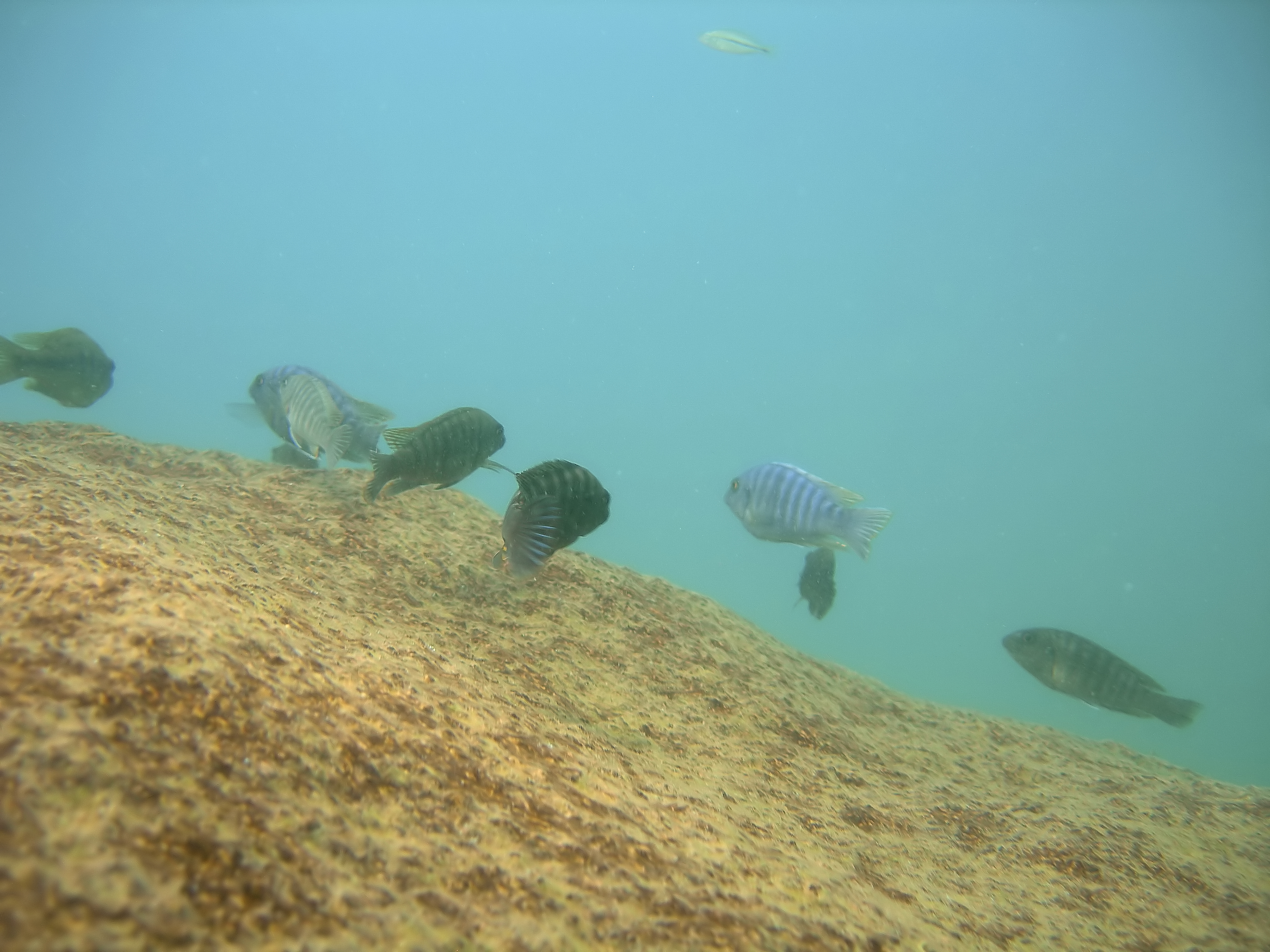
1980: Malawisee-Nationalpark, Heimat für Buntbarsche (Mbunas)

- 1980: Der Malawisee-Nationalpark wird errichtet. An dessen Südufer gelegen, erstreckt er sich auch über einen Teil des Malawisees, der über den weltweit größten Artenreichtum von Fischen verfügt.

### Sport
- 1876: Der Steiner Ruderclub wird als einer der ersten in Österreich gegründet. Er ist seit der Eingemeindung des Gründungsortes in Krems an der Donau beheimatet.
- 1960: Basketball: Mit 55 Rebounds in einem Spiel für die Philadelphia Warriors stellt Wilt Chamberlain einen seitdem gültigen NBA-Rekord auf.

Einträge von Leichtathletik-Weltrekorden befinden sich unter der jeweiligen Disziplin unter Leichtathletik.

## Geboren

### Vor dem 18. Jahrhundert

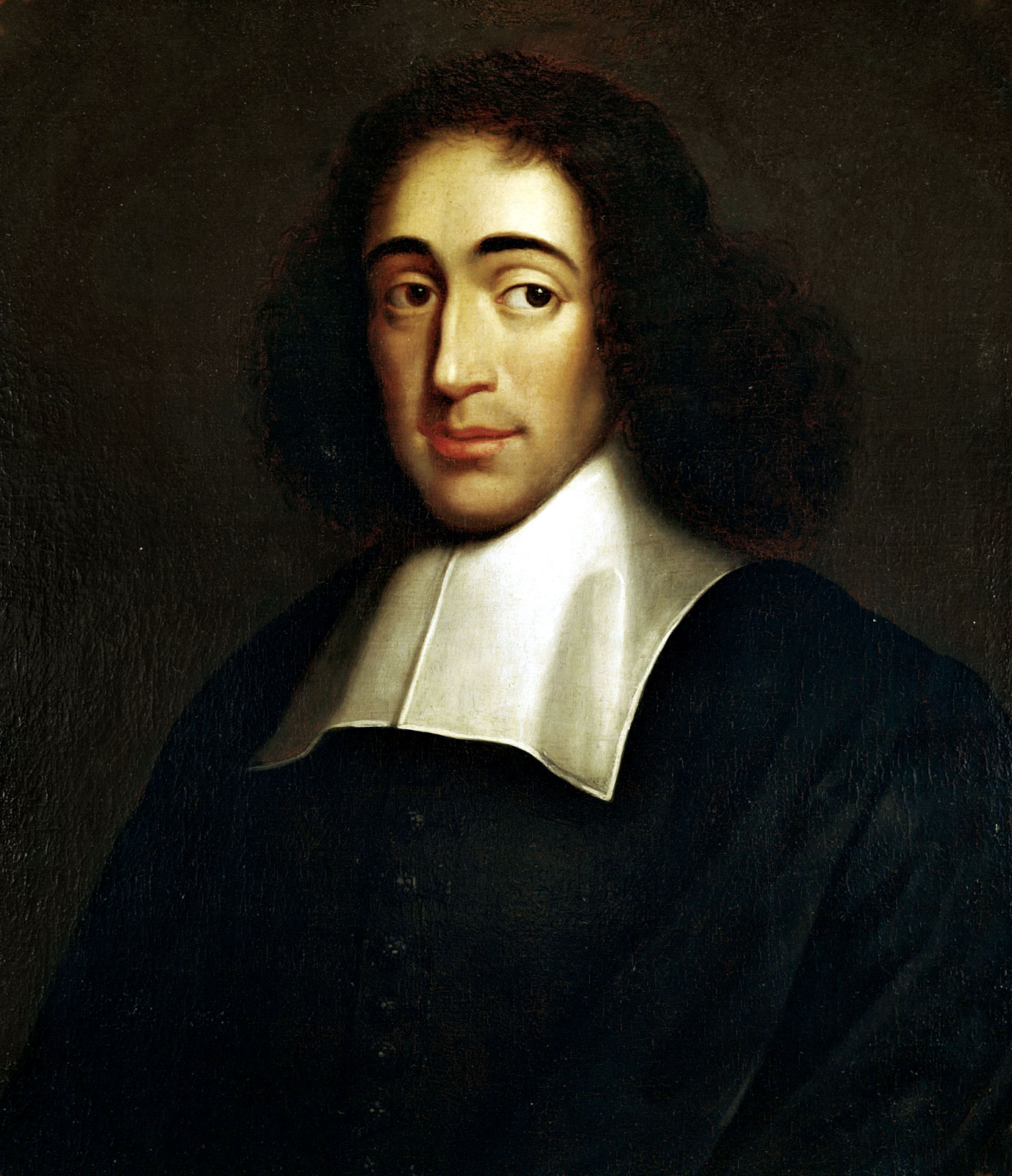
Baruch Spinoza (* 1632)

- 1273: Alphonso, Earl of Chester, englischer Prinz
- 1394: Charles de Valois, duc d’Orléans, französischer Adliger und Dichter
- 1472: Pietro Torrigiano, Florentiner Bildhauer und Medailleur
- 1484: Johann III. von Rosenberg, böhmischer Adliger, Großprior der Johanniter-Ordens
- 1490: Tilemann Plathner, deutscher Theologe und Reformator
- 1564: Henry Brooke, 11. Baron Cobham, englischer Adliger und Politiker, Lord Warden of the Cinque Ports
- 1585: Georg Abel Ficker, kursächsischer Hof- und Justizrat, frühkapitalistischer Unternehmer und Rittergutbesitzer
- 1592: Pieter Snayers, flämischer Schlachtenmaler
- 1594: Henry Grey, 10. Earl of Kent, englischer Adliger
- 1597: Friedrich Leibnütz, deutscher Notar, Philosoph und Ethiker
- 1603: Johann, Graf von Nassau-Idstein
- 1613: Adrian Wilhelm von Viermund, deutscher Adliger, Diplomat und General
- 1615: Philipp Wilhelm, Herzog von Pfalz-Neuburg und Jülich-Berg, Kurfürst der Pfalz
- 1632: Baruch de Spinoza, niederländischer Philosoph
- 1642: Anne Hilarion de Costentin de Tourville, französischer Admiral, Marschall von Frankreich
- 1643: Johann Bernhard Friese, deutscher Rechtswissenschaftler
- 1664: Johann Tobias Augustynowicz, Erzbischof von Lemberg
- 1680: Jean Baptiste Bassand französischer Mediziner
- 1680: Karl III. Joseph von Lothringen, Bischof von Olmütz und Osnabrück, Erzbischof und Kurfürst von Trier
- 1689: Gaspare Diziani, venezianischer Maler, Zeichner, Kupferstecher, Bühnenbildner und Restaurator
- 1693: Johann Gottfried Lessing, deutscher Theologe
- 1700: Johann Bernhard Bach, deutscher Komponist

### 18. Jahrhundert

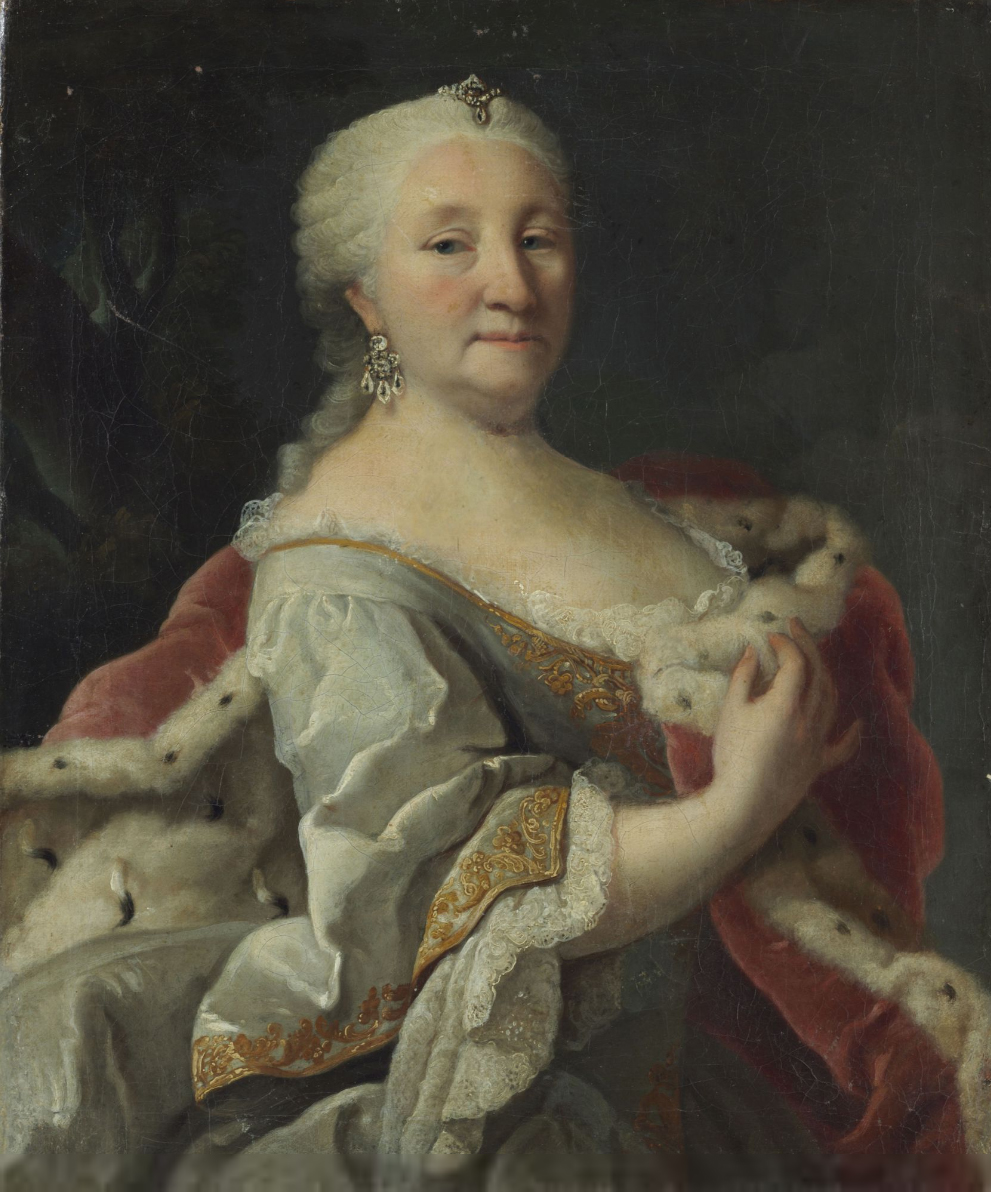
Charlotte Wilhelme von Anhalt-Bernburg-Schaumburg-Hoym (* 1704)
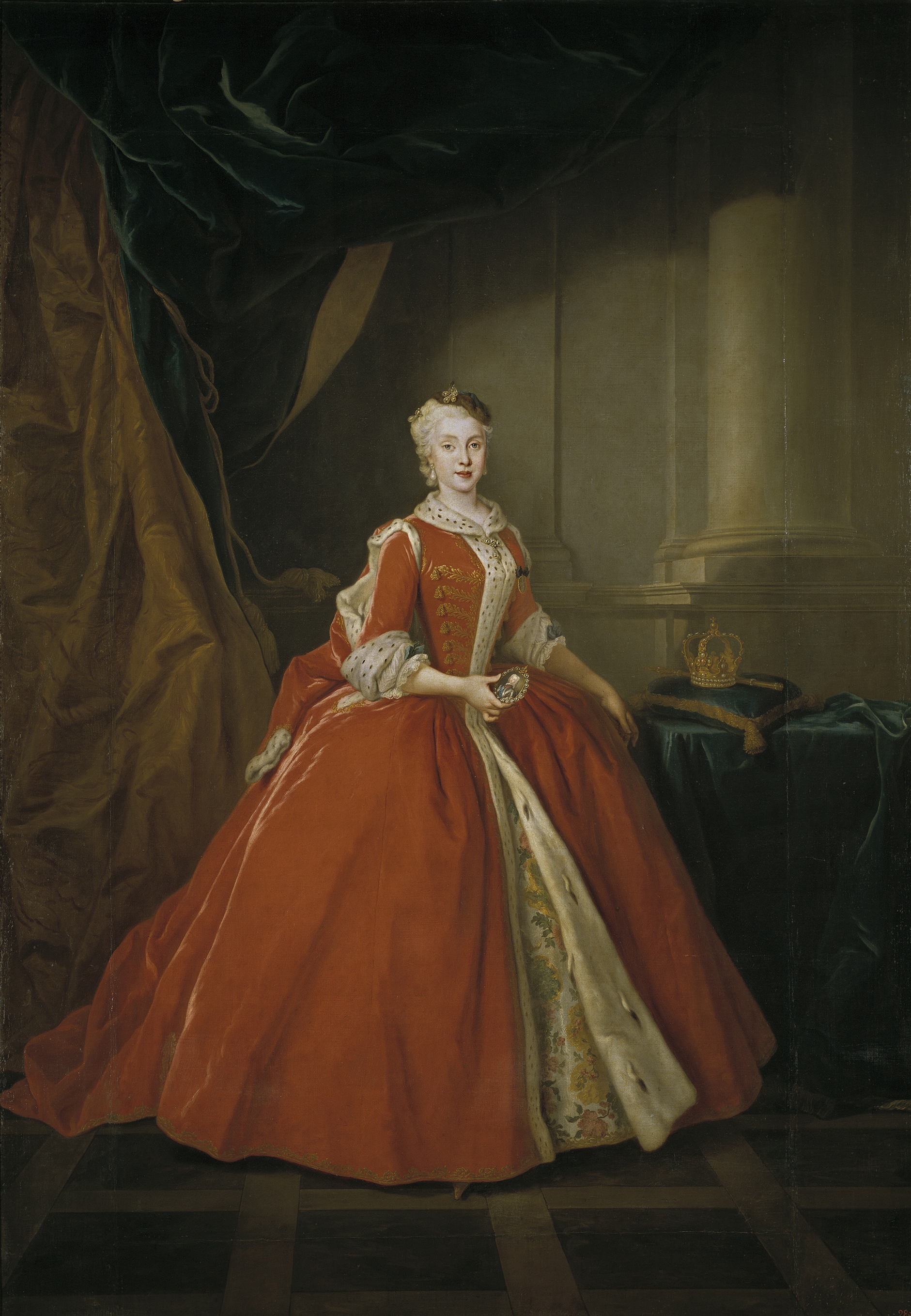
Maria Amalia von Sachsen (* 1724)
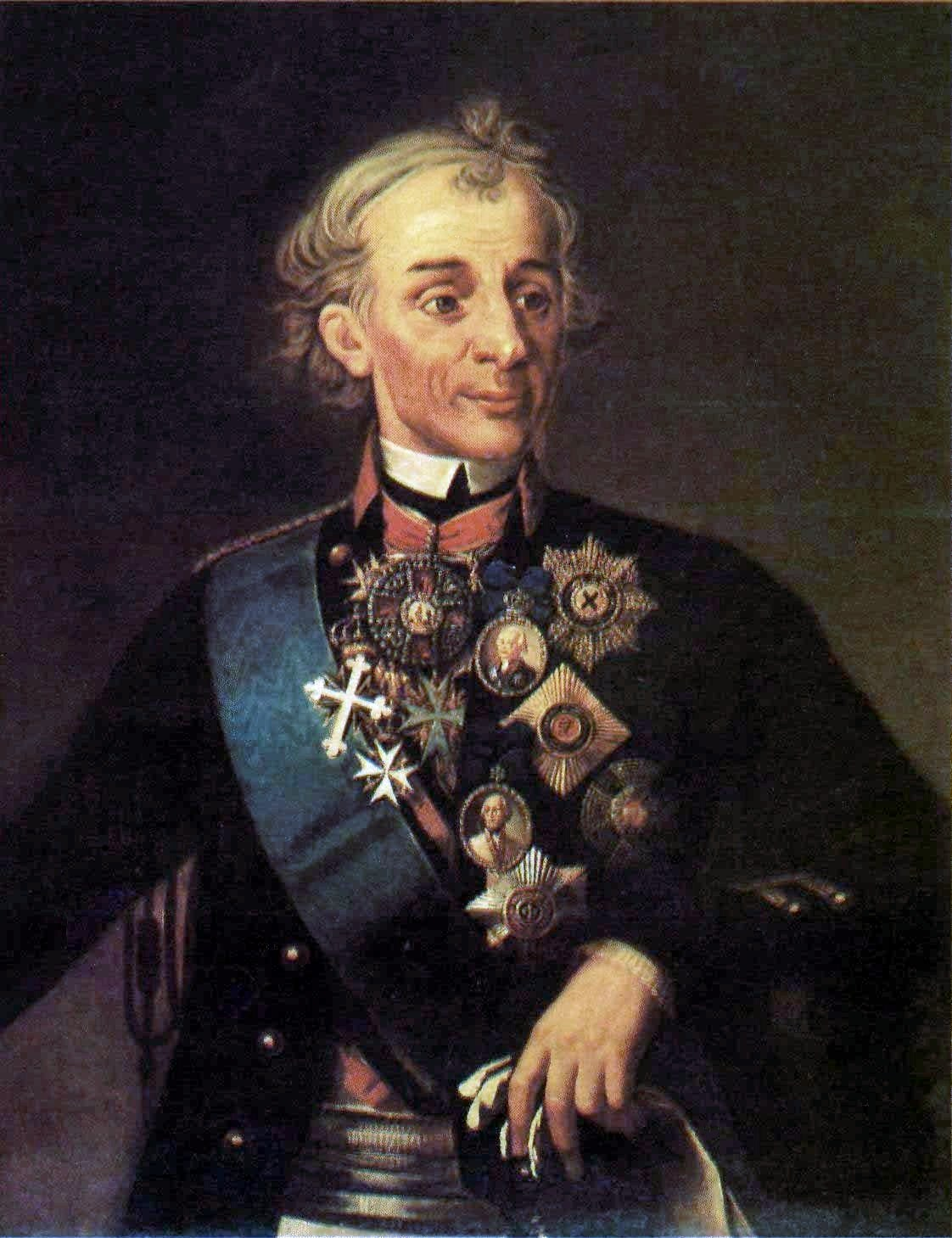
Alexander Suworow (* 1730)
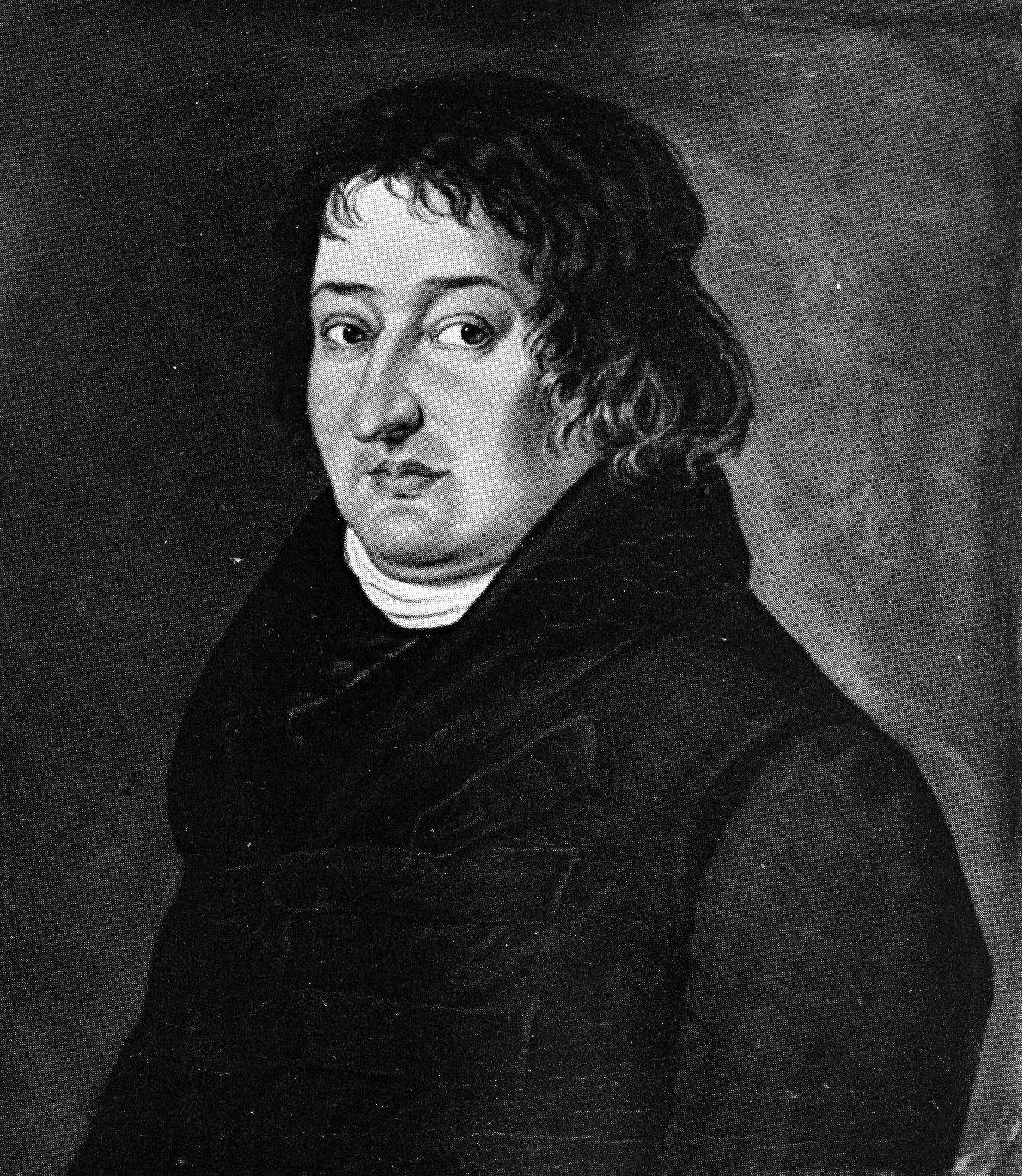
Friedrich Weinbrenner (* 1766)

- 1703: Johann Adam Ehrlich, deutscher Orgelbauer
- 1704: Charlotte Wilhelmine von Anhalt-Bernburg-Schaumburg-Hoym, paragierte Landgräfin von Hessen-Philippsthal-Barchfeld
- 1704: Ebba Margaretha De la Gardie, schwedische Gräfin
- 1710: Johannes Andreas Paravicini, Gesandter der Niederländischen Ostindien-Kompanie auf Timor
- 1713: Philipp Heinrich Kisling, Hofmaler und Porträtist am Hof des Markgrafen von Baden-Durlach in Karlsruhe
- 1713: Junípero Serra, spanischer Geistlicher, Heiliger, gilt als Gründer von San Francisco
- 1713: Laurence Sterne, britischer Pfarrer und Schriftsteller
- 1715: Anna Nitschmann, Predigerin, evangelische Missionarin, Liederdichterin
- 1716: Philipp Ernst Kern, deutscher Geistlicher, Generalsuperintendent in Hildburghausen
- 1724: Vincenzo Maria Altieri, italienischer Geistlicher, Kardinal
- 1724: Maria Amalia von Sachsen, sächsische Prinzessin, Königin von Neapel-Sizilien und Spanien
- 1730: Alexander Suworow, russischer Generalissimus und Stratege
- 1740: John Bacon der Ältere, britischer Bildhauer
- 1740: Samuel Allyne Otis, US-amerikanischer Politiker, Mitglied des Kontinentalkongresses
- 1745: Maria Ludovica von Spanien, Erzherzogin von Österreich, Großherzogin der Toskana, Kaiserin des Heiligen Römischen Reiches, Königin von Böhmen, Kroatien und Ungarn
- 1746: Christian Heinrich Schmid, deutscher Rechtswissenschaftler, Literaturwissenschaftler und Rhetoriker
- 1747: Felice Alessandri, italienischer Cembalist und Komponist
- 1748: Gottfried August Arndt, deutscher Historiker, Ethnologe und Staatswissenschaftler
- 1748: Johann Karl Volborth, deutscher Theologe
- 1753: Christian Gotthold Eschenbach, deutscher Mediziner, Chemiker und Hochschullehrer
- 1763: Charles Meynier, französischer Maler
- 1766: Friedrich Weinbrenner, deutscher Architekt, Stadtplaner und Baumeister des Klassizismus
- 1768: Georg Friedrich Rebmann, deutscher Publizist
- 1771ː Luise zu Stolberg-Wernigerode, Äbtissin der Klosters Drübeck
- 1773: Shadrach Bond, US-amerikanischer Politiker, Mitglied des Repräsentantenhauses, Gouverneur von Illinois
- 1777: Franz Joseph Häcker, deutscher Jurist und Politiker
- 1784: Zachary Taylor, US-amerikanischer General und Politiker, Staatspräsident
- 1785: August Boeckh, deutscher klassischer Philologe und Altertumsforscher
- 1796: Stephan Ludwig Roth, siebenbürgisch-sächsischer Pfarrer, Lehrer, Schulreformer, Schriftsteller und Politiker

### 19. Jahrhundert

#### 1801–1850

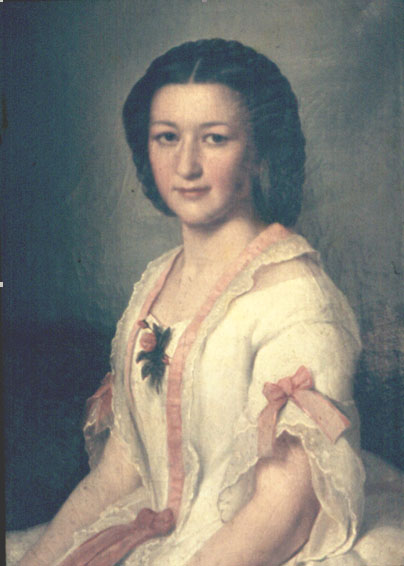
Ferdinande von Brackel (* 1835)

- 1801: Ludwig Bechstein, deutscher Schriftsteller, Bibliothekar und Archivar
- 1805: Luise Grimm, deutsche Fotografin und Malerin
- 1806: William Webb Ellis, britischer Geistlicher, angeblicher Erfinder des Rugby
- 1808: Alphonse Karr, französischer Journalist, Schriftsteller und Satiriker
- 1808ː Henriette Voigt, deutsche Pianistin und Salonière
- 1810: Adolph Wegelin, deutscher Architektur- und Landschaftsmaler
- 1811: Ulrich Ochsenbein, Schweizer Politiker und General, Regierungsrat von Bern, National- und Bundesrat
- 1822ː Nahida Sturmhöfel, deutsche Dichterin
- 1825ː Julie von Massow, ökumenische Persönlichkeit
- 1826: Carlo Collodi, italienischer Erzähler
- 1830: George Michael Hahn, deutschamerikanischer Politiker, Mitglied des Repräsentantenhauses, Gouverneur von Louisiana
- 1835ː Ferdinande von Brackel, westfälische Schriftstellerin
- 1836: Johan Storm, norwegischer Sprachforscher
- 1839: Wilhelm Ferdinand von Amann, preußischer General
- 1842: Heinrich Bohner, deutscher evangelischer Missionar
- 1843: Ignác Mihályi, ungarischer Komponist
- 1843: Eugen von Zimmerer, deutscher Kolonialbeamter, Gouverneur von Togo und Kamerun

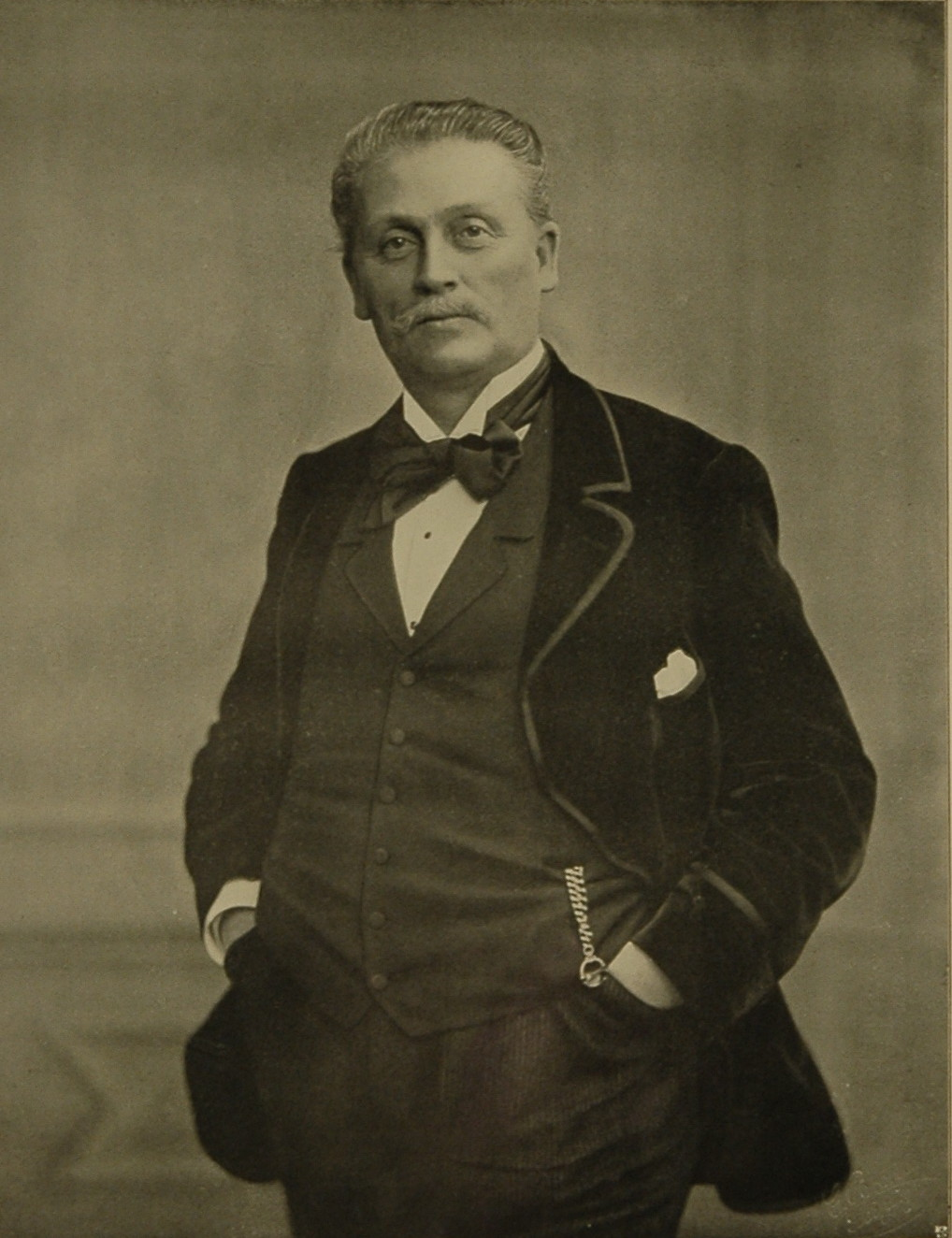
Arwed Roßbach (* 1844)

- 1844: Arwed Roßbach, sächsischer Architekt
- 1847: Alexander Edmund Batson Davie, kanadischer Jurist und Politiker, Attorney General, Premierminister von British Columbia
- 1848: Lilli Lehmann, deutsche Sängerin
- 1849: Frances Eliza Burnett, britisch-US-amerikanische Autorin
- 1849: Benedikt Niese, deutscher Klassischer Philologe und Althistoriker
- 1850: Antonin Marmontel, französischer Komponist, Pianist und Musikpädagoge

#### 1851–1900

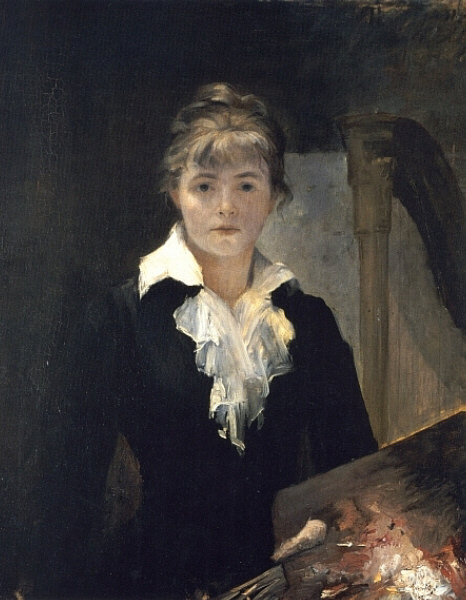
Marie Bashkirtseff (* 1858)
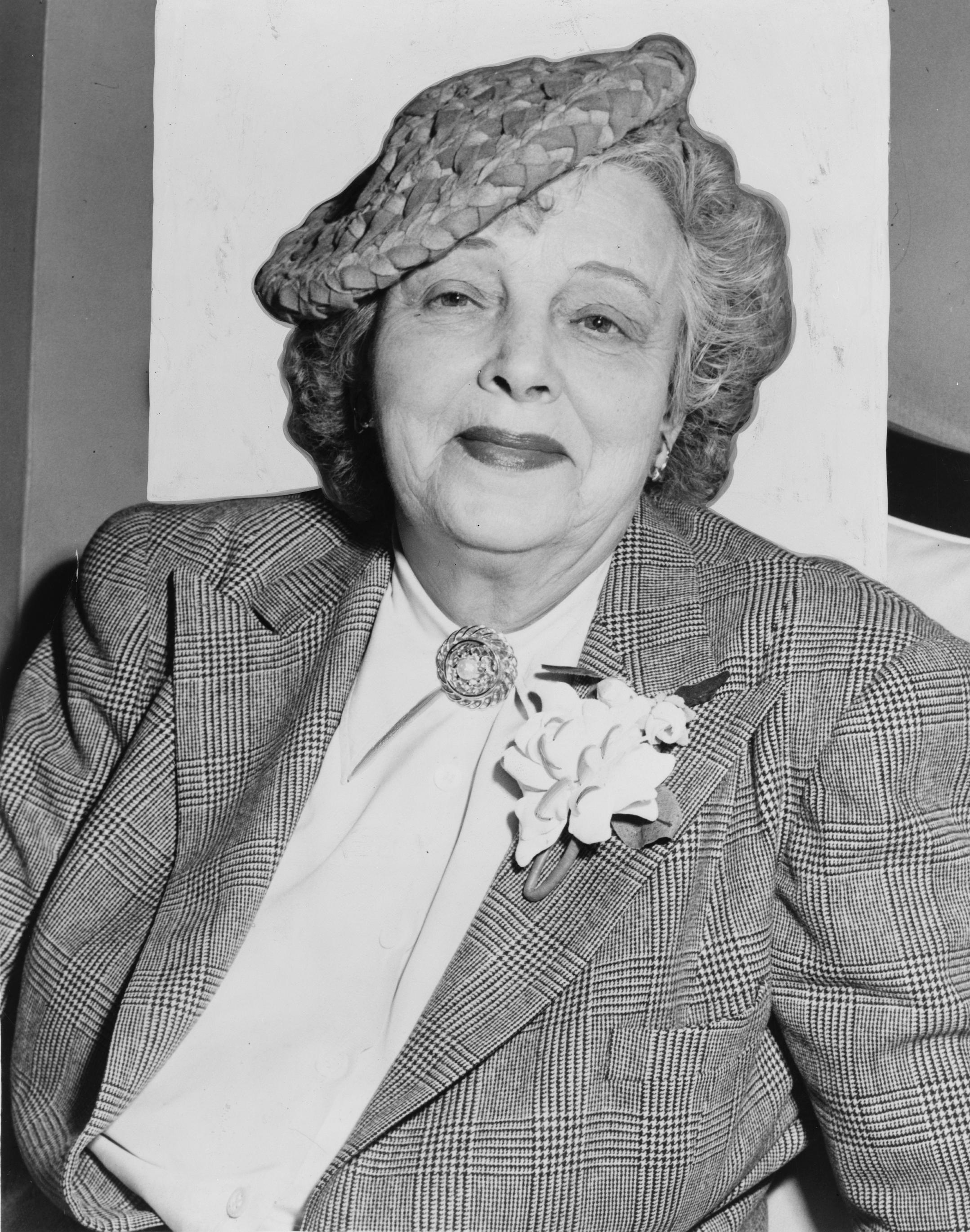
Margaret Anderson (* 1886)
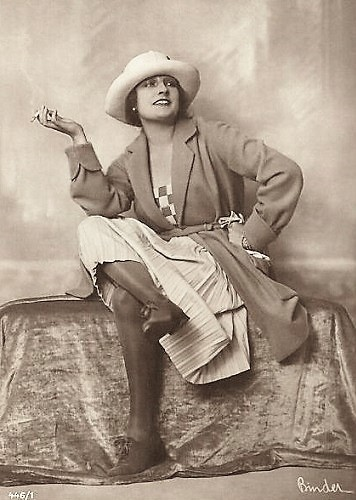
Fern Andra (* 1893)
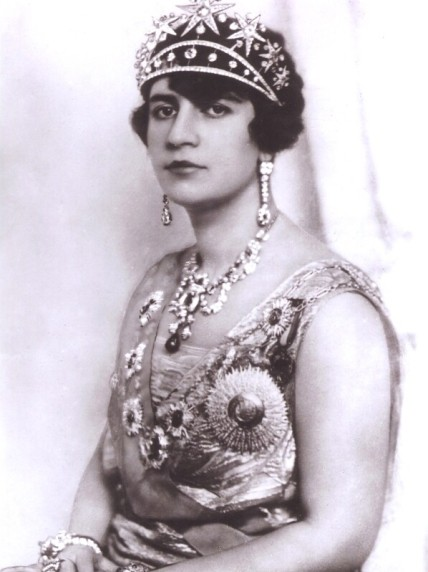
Soraya Tarzi (* 1899)

- 1858: Otto Antrick, deutscher Industrieller und Politiker, MdR, MdL
- 1858 (oder 1860): Marie Bashkirtseff, russische Malerin, Schriftstellerin und Philosophin
- 1859ː Julie von Quadt-Wykradt-Isny, bayerische Adelige, Schriftstellerin und Stifterin des Franziskanerklosters Kelkheim (Taunus)
- 1861: August Bier, deutscher Chirurg
- 1861: Franz Gräßel, deutscher Maler
- 1861ː Fanny Schmid, Schweizer Lehrerin und Frauenaktivistin
- 1862: Bernhard Stavenhagen, deutscher Komponist
- 1864: Herman Snellen der Jüngere, niederländischer Ophthalmologe
- 1864: Henri de Toulouse-Lautrec, französischer Maler
- 1865: Adolf Damaschke, deutscher Pädagoge, Führer der Bodenreformbewegung
- 1866: Swan Hennessy, irisch-amerikanischer Komponist
- 1868: Scott Joplin, US-amerikanischer Pianist
- 1871: Alexander Steffen, deutscher Gartenbaudirektor, Pflanzenzüchter und Autor
- 1872: Georgi Wassiljewitsch Tschitscherin, sowjetischer Politiker, Außenminister
- 1873: Julius Martow, russischer Politiker, Führer des Petersburger Arbeiterrates
- 1875: Abe Nobuyuki, japanischer General und Politiker, Premier- und Außenminister
- 1876: Michael Bey, deutscher Politiker und Widerstandskämpfer
- 1876ː Lotte Hattemer, deutsche Lehrerin und Mitbegründerin des Monte Verità in Ascona
- 1877: Alben W. Barkley, US-amerikanischer Politiker, Mitglied des Repräsentantenhauses, Senator, Vizepräsident
- 1877: Helen Buchholtz, luxemburgische Komponistin
- 1887: Julius Lauterbach, deutscher Kapitän und Marineoffizier
- 1884: Michel de Klerk, niederländischer Architekt
- 1885: Fritz Ausländer, deutscher Politiker, MdL
- 1885: Louis Blondel, Schweizer Archäologe
- 1885: Christian Wirth, deutscher Polizeibeamter, Kommandant und Inspekteur von Vernichtungslagern
- 1886: Margaret Anderson, US-amerikanische Schriftstellerin
- 1886: Georges Vantongerloo, belgischer Maler, Bildhauer und Architekt
- 1887ː Emmi Bloch, Schweizer Fachfrau der Sozialarbeit, Frauenrechtlerin
- 1887: Erich von Manstein, deutscher Generalfeldmarschall, Kriegsverbrecher
- 1887: Raoul Paoli, französischer Sportler und Filmschauspieler
- 1888: Dale Carnegie, US-amerikanischer Schriftsteller und Motivationstrainer
- 1891: Max Amann, deutscher Politiker und Publizist, MdR
- 1891: Eugenie Bernay, österreichische Schauspielerin
- 1892: Aimé Steck, französischer Komponist
- 1893: Fern Andra, US-amerikanische Schauspielerin, Regisseurin, Drehbuchautorin und Filmproduzentin
- 1893: Leo Kok, niederländischer Musiker, Komponist, Antiquar und Widerstandskämpfer
- 1895: André d’Erlanger, französischer Autorennfahrer
- 1896: Theodore Abel, US-amerikanischer Soziologe
- 1897: Alfredo Gartenberg, österreichisch-brasilianischer Journalist und Verbandsfunktionär
- 1897: Lucky Luciano, US-amerikanischer Mafioso
- 1897: Cecil Wingfield Fiennes, britischer Peer und Autorennfahrer
- 1899: Jan Adam Maklakiewicz, polnischer Komponist
- 1899: Soraya Tarzi, Königin Afghanistans und Aktivistin für Frauenrechte
- 1899: Wen Yiduo, chinesischer Dichter
- 1900: Cor Kee, niederländischer Organist und Komponist
- 1900: Stepan Njaga, moldawischer Komponist
- 1900: Kurt Richter, deutscher Schachspieler und -komponist

### 20. Jahrhundert

#### 1901–1925
- 1901: Friedrich Heinrichsen, deutscher Schriftkünstler
- 1906: Conrad Hansen, deutscher Pianist
- 1906: Alfred Kittner, deutscher Lyriker
- 1906: Käthe Mitzlaff-Pahlke, deutsche Malerin
- 1906: Anna Polak, niederländische Kunstturnerin, Opfer der Schoa
- 1907: František Čech, tschechischer Komponist und Dirigent
- 1908: Aleksander Ford, polnischer Filmregisseur
- 1909: Otto Adam, deutscher Fechter und Sportfunktionär, Olympiamedaillengewinner
- 1909: Gerhard Gentzen, deutscher Mathematiker
- 1909: Jerzy Toeplitz, polnischer Filmhistoriker
- 1910: Jean Amila, französischer Schriftsteller

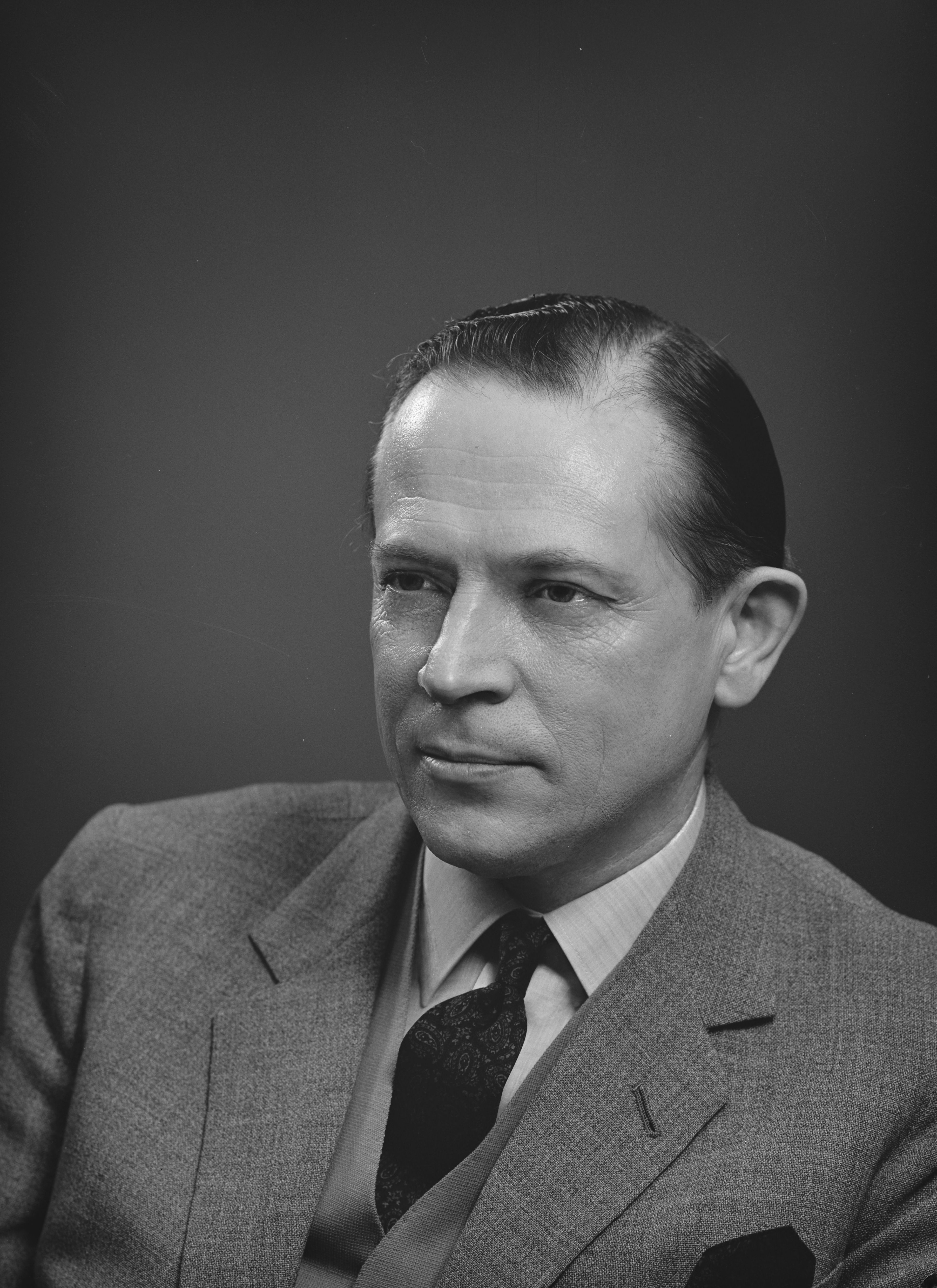
Erik Bergman (* 1911)

- 1911: Erik Bergman, finnischer Komponist
- 1912: Garson Kanin, US-amerikanischer Drehbuchautor
- 1913: Howard Duff, US-amerikanischer Schauspieler
- 1913: Geraldine Fitzgerald, irisch-US-amerikanische Film- und Theaterschauspielerin
- 1913: Gisela Mauermayer, deutsche Leichtathletin, Olympiasiegerin
- 1913: Lilly Wust, Bundesverdienstkreuzträgerin, Gerechte unter den Völkern
- 1914: Hilde Bussmann, deutsche Tischtennisspielerin, Weltmeisterin
- 1914: Agostino Casaroli, italienischer Geistlicher, Titularerzbischof von Karthago, vatikanischer Kardinalstaatssekretär
- 1914: Lynn Chadwick, britischer Bildhauer
- 1914: Choren I., armenischer Geistlicher, Katholikos des Großen Hauses von Kilikien
- 1915: Cuto Estévez, dominikanischer Musiker und Komponist
- 1916: Forrest J. Ackerman, US-amerikanischer Herausgeber, Verfasser und Verleger von Science-Fiction-Literatur
- 1917: Novelle Hamilton Richards, antiguanischer Schriftsteller und Politiker
- 1918: Wild Bill Davis, US-amerikanischer Jazz-Organist, Pianist und Arrangeur
- 1919: David Kossoff, britischer Schauspieler und Autor
- 1920: Jorge Mistral, spanischer Schauspieler und Filmregisseur
- 1923: Rudolf Angerer, österreichischer Illustrator und Karikaturist
- 1923: Zlatko Čajkovski, jugoslawischer Fußballspieler und -trainer
- 1923: Serge Chaloff, US-amerikanischer Jazz-Saxophonist
- 1925: Al Cohn, US-amerikanischer Jazz-Saxophonist
- 1925: Simon van der Meer, niederländischer Physiker

#### 1926–1950

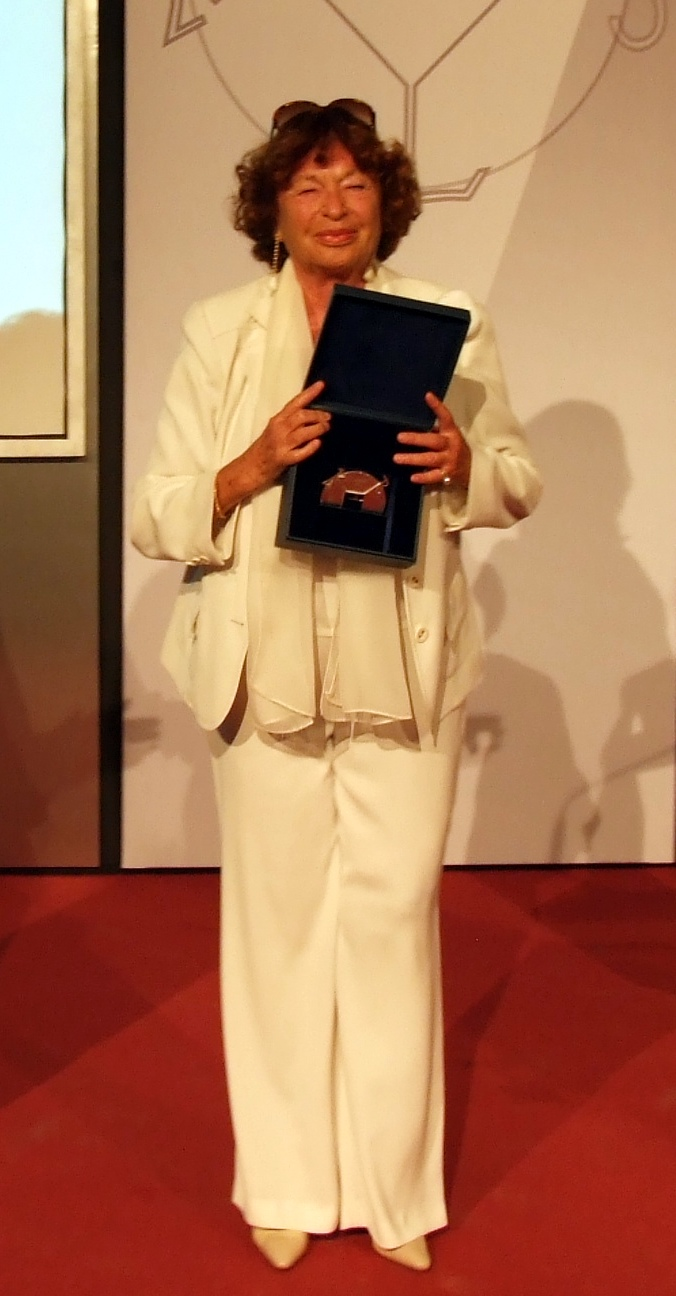
Inge Feltrinelli (* 1930)

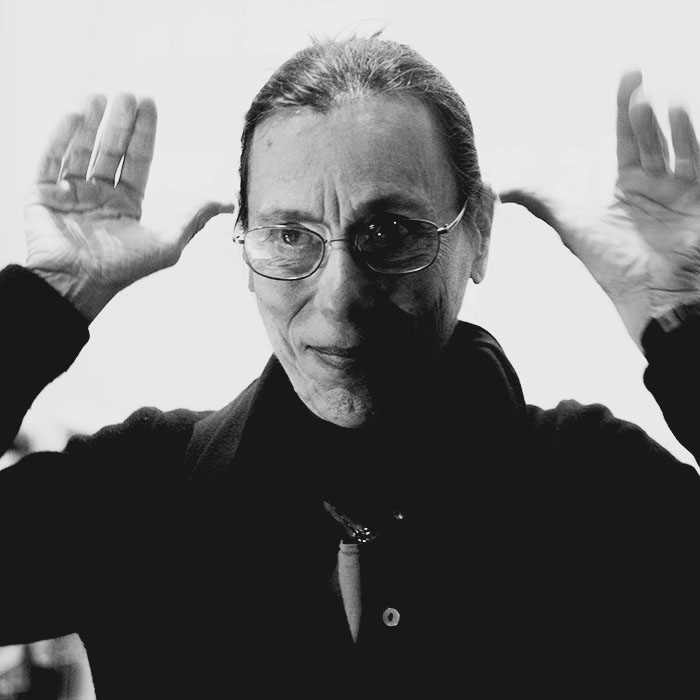
Yvonne Rainer (* 1934)

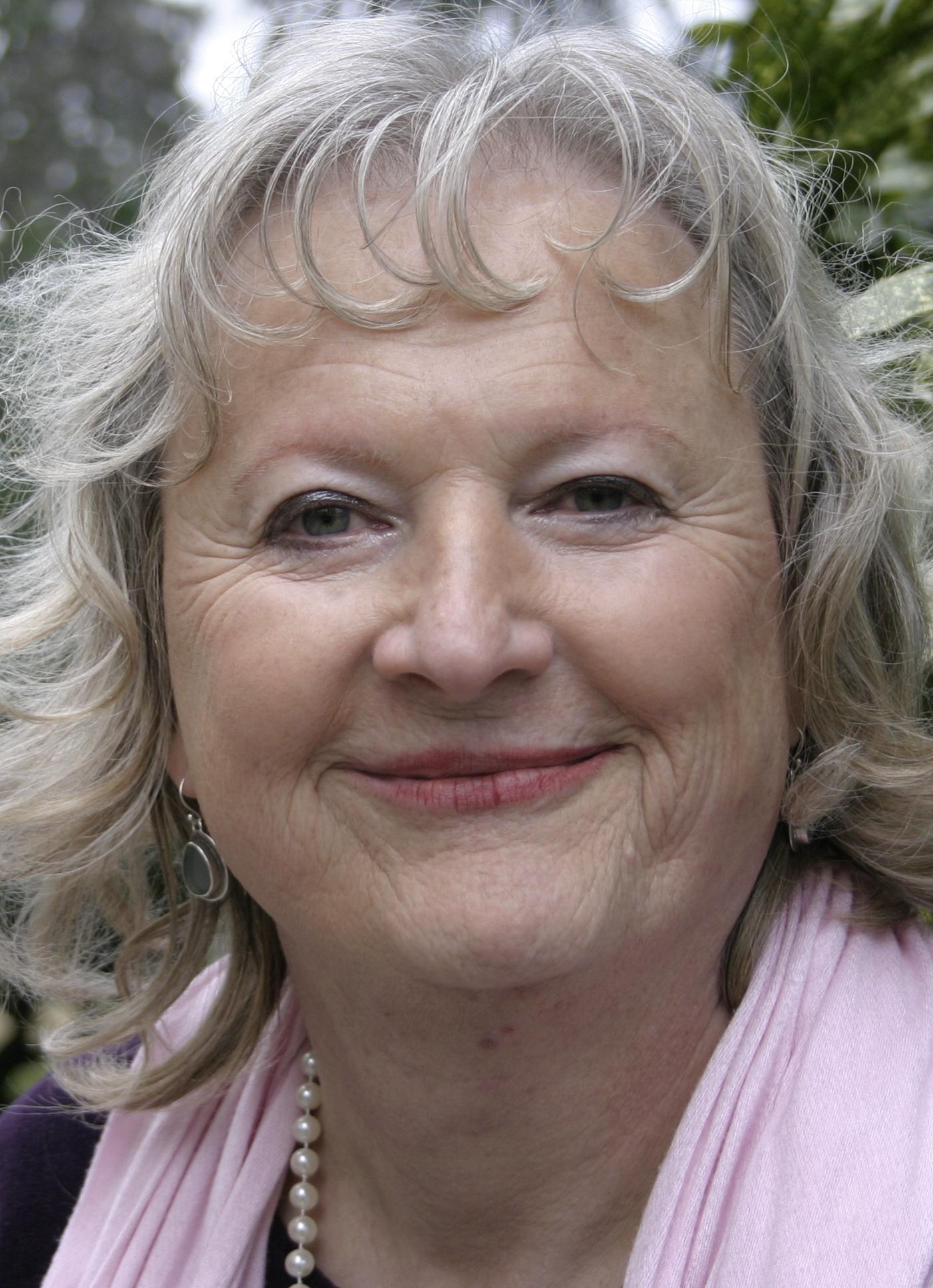
Christa Muth (* 1949)

- 1926: Reinhold Amonat, deutscher Politiker, MdA
- 1926: Herbert Killian, österreichischer Historiker und Universitätsprofessor
- 1926: Tsung-Dao Lee, chinesischer Physiker
- 1927: Emma Lou Diemer, US-amerikanische Komponistin und Musikpädagogin
- 1927: Wolfgang Ecke, deutscher Schriftsteller
- 1928: Gerhard Bengsch, deutscher Schriftsteller und Drehbuchautor
- 1928: Robert Blum, US-amerikanischer Jurist und Fechter
- 1928: Gisela Deege, deutsche Balletttänzerin
- 1928: Hendri Spescha, Schweizer Autor und Politiker
- 1929: Bernard Bartelink, niederländischer Organist, Komponist und Hochschullehrer
- 1929: John Henry Johnson, US-amerikanischer American-Football-Spieler
- 1929: Carlo Peroni, italienischer Comiczeichner und -autor
- 1929: Eric Till, britischer Regisseur, Produzent und Drehbuchautor
- 1930ː Inge Feltrinelli, italienische Verlegerin
- 1931: Stan Jones, US-amerikanischer American-Football-Spieler und -Trainer
- 1931: Frits Louer, niederländischer Fußballspieler
- 1933: Jürgen Abeler, deutscher Kunstsammler, Uhrmachermeister, Goldschmied und Gemmologe
- 1933: Milt Minter, US-amerikanischer Autorennfahrer
- 1933: Gerhard Jakob, deutscher Geistlicher, Weihbischof in Trier, Titularbischof von Vergi
- 1933: Pavel Taussig, slowakischer Satiriker, Autor und Fotograf, Shoa-Überlebender
- 1934: Wolfgang Rademann, deutscher Fernsehproduzent
- 1934: Yvonne Rainer, US-amerikanische Choreografin und Filmemacherin
- 1934: Sven-Bertil Taube, schwedischer Sänger und Schauspieler
- 1934: Alfred Schnittke, russisch-deutscher Komponist
- 1935: Chalifa bin Salman Al Chalifa, bahrainischer Politiker, Premierminister
- 1935: Manlio Argueta, salvadorianischer Schriftsteller, Dichter, Literaturwissenschaftler und Universitätsdozent
- 1935: Ingrid Petrik, österreichische Juristin, Höchstrichterin
- 1936: Gisela Fritsch, deutsche Schauspielerin und Synchronsprecherin
- 1936: Jan Netopilík, tschechoslowakischer Leichtathlet
- 1937: Miguel Martorell, spanischer Radsportler
- 1937: Otto Pfister, deutscher Fußballspieler und -trainer
- 1938: Oscar Robertson, US-amerikanischer Basketballspieler
- 1939: György Schöpflin, ungarischer Politiker, MdEP
- 1940: Hermann Otto Solms, deutscher Politiker, MdB
- 1941: Pete Best, britischer Musiker, erster Schlagzeuger der Beatles
- 1941: Gary Boyle, britischer Gitarrist
- 1941: Donald Dunn, US-amerikanischer Bassist, Musikproduzent und Songwriter
- 1941: Jenny Graves, australische Genetikerin
- 1941: Winfried Hofer, deutscher Brigadegeneral des Heeres der Bundeswehr
- 1943: Richard Tee, US-amerikanischer Pianist, Organist und Arrangeur
- 1944: Werner Abelshauser, deutscher Wirtschaftshistoriker
- 1944: Pierre Pagani, französischer Autorennfahrer
- 1945: Carlos Malcolm, kubanischer Komponist und Pianist
- 1945: Rainer Prewo, deutscher Politiker, MdL
- 1946: Josef Augusta, tschechischer Eishockeyspieler und -trainer, Olympiamedaillengewinner
- 1946: Ted Bundy, US-amerikanischer Serienmörder
- 1946: Tony Clarkin, britischer Gitarrist, Musikproduzent und Songwriter
- 1946: Oscar Milani, deutsch-argentinischer Cembalist
- 1946: Raphaël Bedros XXI. Minassian, armenischer Geistlicher, Titularerzbischof von Caesarea in Cappadocia degli Armeni, Patriarch von Kilikien
- 1946: Tom Stincic, US-amerikanischer American-Football-Spieler
- 1947: Ahmad Akbari, iranischer Fechter
- 1947: Dwight Schultz, US-amerikanischer Schauspieler
- 1947: Dave Sinclair, britischer Musiker, Sänger und Komponist
- 1947: Anatoly Vapirov, ukrainischer Jazz-Klarinettist, Saxophonist und Komponist
- 1948: Christoph Bergner, deutscher Politiker, MdL, Ministerpräsident von Sachsen-Anhalt, MdB, Parlamentarischer Staatssekretär
- 1948: Uwe Carstens, deutscher Soziologe
- 1949ː Christa Muth, deutsche Systemikerin, Professorin für Management und Unternehmensberatung
- 1949: Renate Rudolph, deutsche Handballspielerin, Weltmeisterin, Olympiamedaillengewinnerin
- 1949: Bruno Weil, deutscher Dirigent

#### 1951–1975

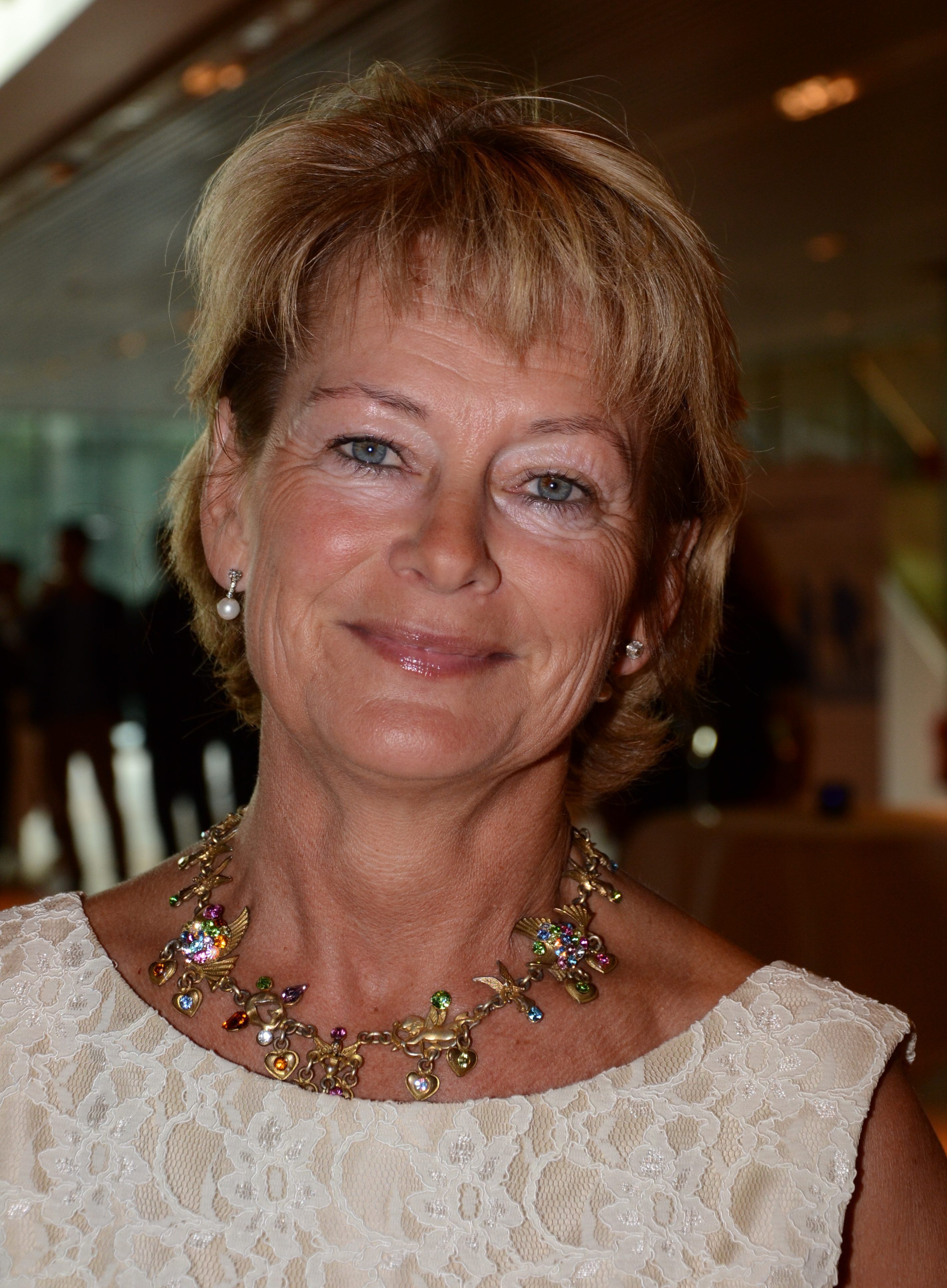
Lena Adelsohn Liljeroth (* 1955)

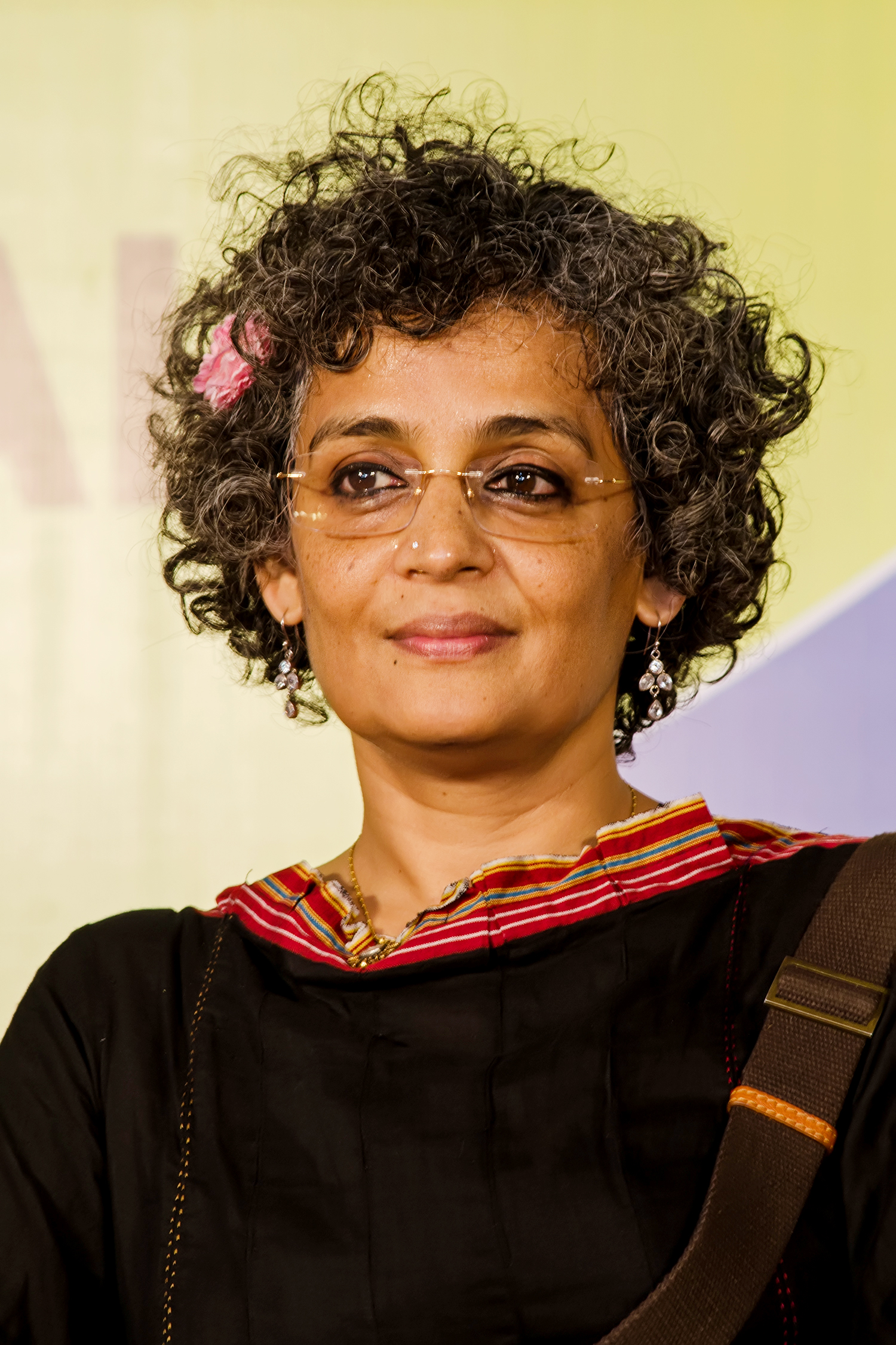
Arundhati Roy (* 1961)

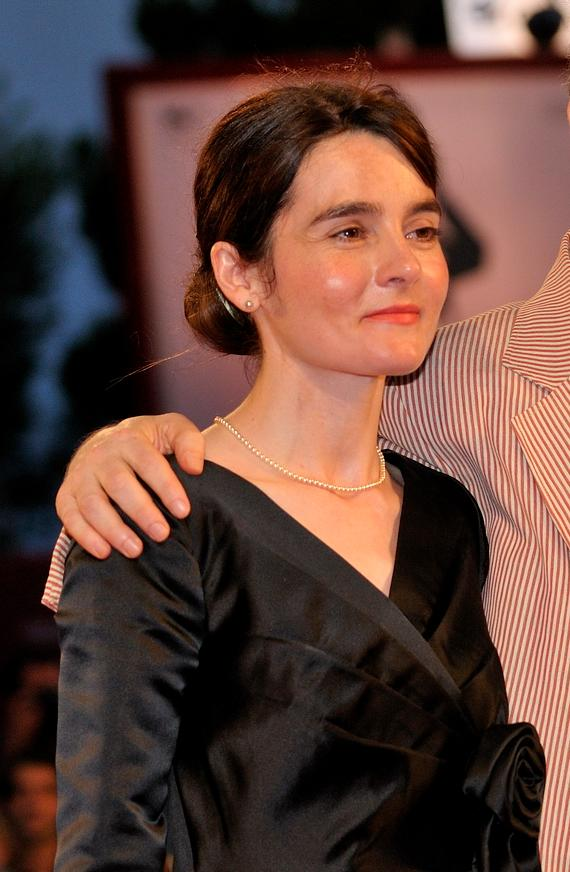
Shirley Henderson (* 1965)

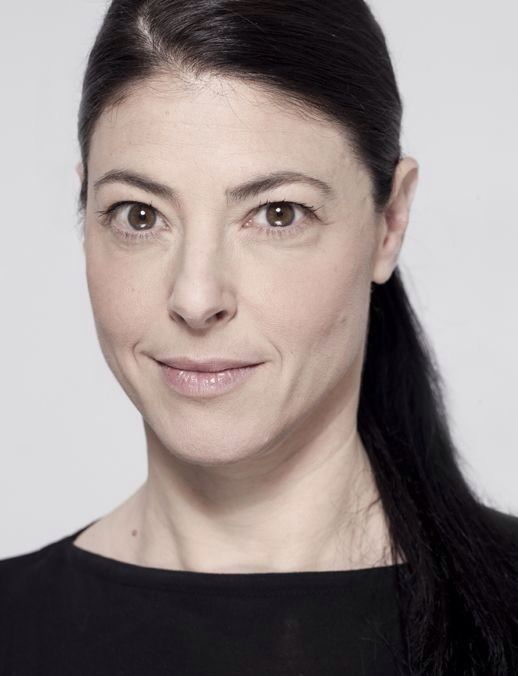
Merav Michaeli (* 1966)

- 1951: Rüdiger Nolte, deutscher Jurist, Richter am Bundesverwaltungsgericht
- 1952: Rachel Chagall, US-amerikanische Schauspielerin
- 1952: Norbert Haug, deutscher Journalist und Sportmanager, Motorsport-Chef von Mercedes-Benz
- 1952: Ilja Richter, deutscher Schauspieler, Synchronsprecher, Sänger und Fernsehmoderator
- 1953: Sylvie Kinigi, brundische Politikerin und Premierministerin
- 1954: Clem Burke, US-amerikanischer Schlagzeuger
- 1954: Emir Kusturica, jugoslawischer Filmregisseur
- 1955: Lena Adelsohn Liljeroth, schwedische Politikerin, Ministerin
- 1955: Rainer Grenkowitz, deutscher Schauspieler
- 1955: Einar Kárason, isländischer Autor
- 1955: Peter Koppes, australischer Gitarrist und Songwriter
- 1956: Ruben Santiago-Hudson, US-amerikanischer Schauspieler
- 1958: Robert Sime Aitken, schottischer Fußballspieler
- 1958: Carmel, britische Sängerin und Songschreiberin
- 1958: Jean-François Yvon, französischer Autorennfahrer
- 1959: Anka Georgiewa, bulgarische Ruderin
- 1961: Alejandro Ádem, mexikanisch-US-amerikanischer Mathematiker
- 1961: Hartmut Engler, deutscher Sänger und Musiker (PUR)
- 1961: Brit Pettersen, norwegische Skilangläuferin und Sportfunktionärin
- 1961: Arundhati Roy, indische Schriftstellerin und Globalisierungskritikerin
- 1961: Kuba Sienkiewicz, polnischer Rockmusiker, Singer-Songwriter, Komponist, Autor und Neurologe
- 1961: Robin Stille, US-amerikanische Schauspielerin
- 1961: Anja Tuckermann, deutsche Schriftstellerin
- 1962: Hans-Georg Maaßen, deutscher Jurist, politischer Beamter und Politiker, ehemaliger Präsident des Bundesamtes für Verfassungsschutz
- 1962: John Squire, britischer Rock-Musiker
- 1963: Jürgen Milski, deutscher Moderator und Schlagersänger
- 1963: Latsamy Keomany, laotischer Diplomat
- 1963: Peker Açıkalın, türkischer Theater- und Filmschauspieler
- 1963: Scott Colley, US-amerikanischer Jazzmusiker
- 1963: Shae D’Lyn, US-amerikanische Schauspielerin
- 1964: Heiko Triebener, deutscher Tubist
- 1965: Rui Barros, portugiesischer Fußballspieler und -trainer
- 1965: Patrik Fichte, deutscher Schauspieler
- 1965: Shirley Henderson, schottische Schauspielerin
- 1965: Angelika Kirchschlager, österreichische Opernsängerin (Mezzosopran)
- 1965ː Astrid Schneider, deutsche Architektin und Politikerin, MdA
- 1965: Brad Wall, kanadischer Politiker, Premierminister von Saskatchewan
- 1966: Merav Michaeli, israelische Journalistin und Politikerin
- 1966: Manfred Stocker, österreichischer Koch
- 1966: Russell Watson, englischer Sänger
- 1968: Christoph Chassée, deutscher Kameramann
- 1968: Martin Schneider, deutscher Fußballspieler
- 1969: Robert Andersson, schwedischer Handballspieler und -trainer, Olympiamedaillengewinner
- 1969: Benoist Apparu, französischer Politiker, Minister
- 1969: Günther Dissertori, italienischer Physiker
- 1970: Alexis Blanc, französischer Freestyle-Skier
- 1970: Marlon James, jamaikanischer Schriftsteller
- 1970: Paul Laciga, Schweizer Beachvolleyballspieler
- 1971: Walter Auer, österreichischer Flötist
- 1973: Azad, deutscher Rapper
- 1973: Paola Cortellesi, italienische Schauspielerin und Moderatorin
- 1973: Lucy Liemann, britische Schauspielerin
- 1975: Marian Saastad Ottesen, norwegische Schauspielerin

#### 1976–2000
- 1976: Ute Geisenberger, deutsche Richterin am Bundesfinanzhof
- 1976: Stephanie zu Guttenberg, deutsche Sozialaktivistin
- 1976: Sanam Afrashteh, deutsche Schauspielerin
- 1977: Leila Aman, äthiopische Langstreckenläuferin
- 1977: Danah Boyd, US-amerikanische Medienwissenschaftlerin und Sozialforscherin
- 1977: Dylan Duo, Dartspieler aus Gibraltar
- 1977: Colin Hanks, US-amerikanischer Schauspieler
- 1977: Leoni Torres, kubanischer Liedermacher,  Komponist und Produzent
- 1977: Fernando Troyansky, argentinischer Fußballspieler
- 1977: Lise Vidal, französische Windsurferin

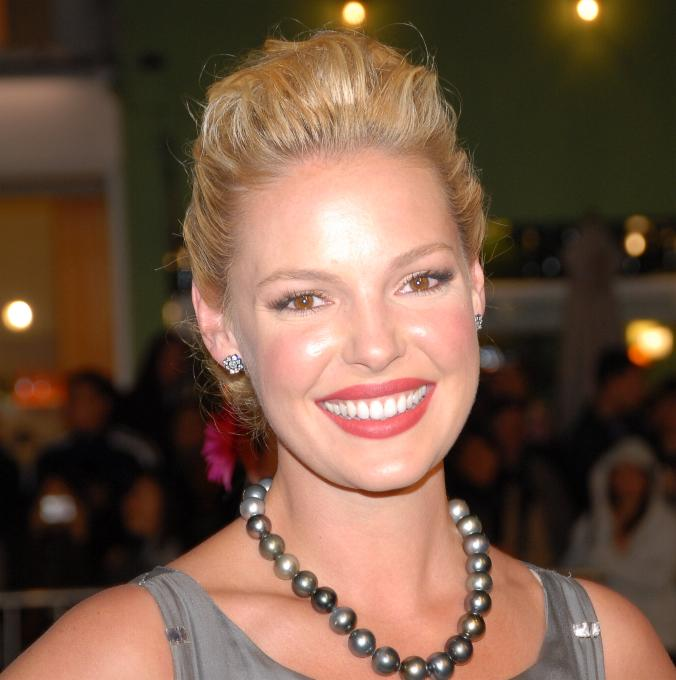
Katherine Heigl (* 1978)

- 1978: Katherine Heigl, US-amerikanische Schauspielerin
- 1979: Carmelita Jeter, US-amerikanische Leichtathletin, Weltmeisterin, Olympiasiegerin
- 1979: Eva Konrad, österreichische Politikerin, Mitglied des Bundesrates
- 1980: Ronny Arendt, deutscher Eishockeyspieler
- 1980: Jana Klinge, deutsche Schauspielerin
- 1980: Thomas Ziegler, deutscher Radrennfahrer und Triathlet
- 1981: Vule Avdalović, serbischer Basketballspieler
- 1981: Randy Bülau, deutsche Handballspielerin
- 1981: Dagny Dewath, deutsche Schauspielerin
- 1982: Joey Ansah, britischer Schauspieler und Stuntman
- 1982: Christian Eichner, deutscher Fußballspieler
- 1982: Geraldine Haacke-Guillaume, deutsche Synchron- und Hörspielsprecherin
- 1982: Marian Lux, deutscher Komponist und Pianist
- 1983: Dean Ashton, englischer Fußballspieler
- 1983: Marc Berthod,  Schweizer Skirennfahrer
- 1983: Gwilym Lee, britischer Schauspieler
- 1983: Shavlik Randolph, US-amerikanischer Basketballspieler
- 1983: Luis León Sánchez, spanischer Radrennfahrer
- 1983: Karine Vanasse, kanadische Schauspielerin
- 1984: Anna Henkes, deutsche Handballspielerin
- 1984: Kagisho Dikgacoi, südafrikanischer Fußballspieler

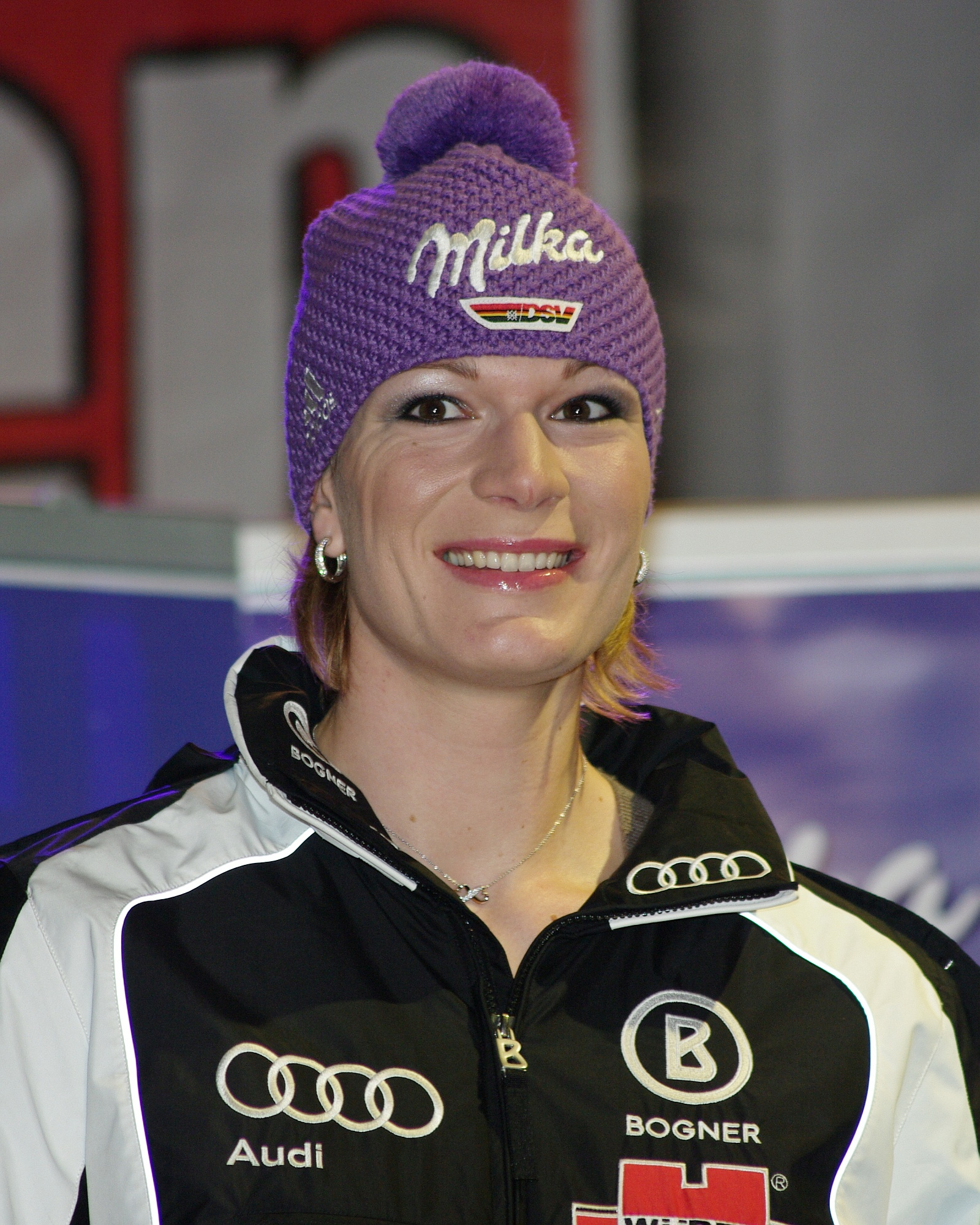
Maria Höfl-Riesch (* 1984)

- 1984: Maria Höfl-Riesch, deutsche Skirennläuferin, Weltmeisterin, Olympiasiegerin
- 1985: Irmak Atuk, türkische Schauspielerin, Moderatorin und Model
- 1985: Fabiano de Lima Campos Maria, brasilianischer Fußballspieler
- 1985: Esther Sedlaczek, deutsche Sportmoderatorin
- 1986: Simon Alois Huber, österreichischer Schauspieler
- 1986: Pedro León, spanischer Fußballspieler
- 1987: Mehmed Alispahić, bosnisch-herzegowinischer Fußballspieler
- 1987: Oliver Konietzny, deutscher Schauspieler
- 1987: Jeremain Lens, niederländischer Fußballspieler
- 1987: Hristijan Spirovski, mazedonisch-australischer Pianist und Popsänger
- 1988: Anina Abt-Stein, deutsche Schauspielerin
- 1988: Dorian van Rijsselberghe, niederländischer Windsurfer, Weltmeister, Olympiasieger
- 1989: Mario Gavranović, Schweizer Fußballspieler
- 1989: Lukáš Hrádecký, finnisch-slowakischer Fußballspieler
- 1989: Marco Wittmann, deutscher Rennfahrer
- 1991: Richie Stanaway, neuseeländischer Rennfahrer
- 1992: Gisa Klaunig, deutsche Handballspielerin und -trainerin
- 1992: Carolin Simon, deutsche Fußballspielerin
- 1993: Ivi Adamou, zypriotische Sängerin
- 1993: Jasper De Buyst, belgischer Radrennfahrer
- 1993: Olena Schchumowa, ukrainische Rennrodlerin
- 1994: Nabil Bentaleb, algerisch-französischer Fußballspieler
- 1994: Hilal El-Helwe, deutsch-libanesischer Fußballspieler
- 1995: Kateryna Polowyntschuk, ukrainische Poolbillardspielerin
- 1996: Maximilian Krauß, deutscher Fußballspieler
- 1997: Marion Borras, französische Radsportlerin
- 1997: Marco Richter, deutscher Fußballspieler
- 2000: Daniel Kalajdžić, österreichischer Fußballspieler

### 21. Jahrhundert
- 2001: Syarifuddin Azman, malaysischer Motorradrennfahrer

## Gestorben

### Vor dem 16. Jahrhundert
- 0062: Aulus Persius Flaccus, römischer Dichter
- 0654: Kōtoku, Kaiser von Japan
- 0851: Flora von Córdoba, christliche Märtyrin
- 1072: Bagrat IV., König von Georgien
- 1088: Ekkehard II. von Nellenburg, Abt des Klosters Reichenau
- 1192: Albrecht I. von Löwen, Bischof von Lüttich, Kardinal, Heiliger
- 1226: William Brewer, englischer Adliger, Beamter und Richter
- 1230: Mathieu II. de Montmorency, Connétable von Frankreich
- 1244: William Briwere, Bischof von Exeter
- 1245: Walter Marshal, 5. Earl of Pembroke, englischer Adliger, Earl Marshal of England
- 1265: Magnus III., König von Man und der westschottischen Inseln
- 1326: Hugh le Despenser, englischer Höfling und Politiker
- 1335: Heinrich VI., Herzog von Breslau
- 1399: Kraft IV. von Hohenlohe-Weikersheim, fränkischer Edelmann
- 1425: Elizabeth of Lancaster, englische Adlige
- 1440: William Douglas, 6. Earl of Douglas, schottischer Adliger
- 1468: Jean de Dunois, Großkämmerer von Frankreich
- 1494: Pál Kinizsi, ungarischer General
- 1496: John Radcliffe, 9. Baron FitzWalter, englischer Adliger und Politiker

### 16. bis 18. Jahrhundert
- 1531: Johannes Oekolampad, Schweizer Humanist und Reformator
- 1535: Ulrich Zasius, deutscher Jurist und Humanist
- 1569: Celio Secondo Curione, italienischer Gelehrter und Reformator
- 1571: Jan Blahoslav, böhmischer Schriftsteller und Humanist
- 1572: John Knox, schottischer Reformator
- 1577: Ismail II., Schah von Persien
- 1577: Erasmus Ebner, deutscher Diplomat, Gelehrter und Staatsmann
- 1586: Johann Leisentrit, Diözesanadministrator des Bistums Meißen
- 1592: Kanō Shōei, japanischer Maler
- 1596: Adam II. von Neuhaus, böhmischer Adliger, Oberstkanzler von Böhmen, Prager Oberstburggraf
- 1606: Johann von Efferen, Herr der Burg Stolberg
- 1607: Karl von Lothringen, Bischof von Metz und Straßburg
- 1615: Sethus Calvisius, deutscher Komponist, Thomaskantor in Leipzig, Musiktheoretiker, Astronom und Mathematiker
- 1628: Gregor Schönfeld der Ältere, deutscher Theologe
- 1643: Jean Baptiste Budes de Guébriant, Marschall von Frankreich
- 1644: Deodaat Delmonte, flämischer Architekt, Ingenieur, Astronom und Maler
- 1649: Katharina von Waldeck-Wildungen, Regentin der Grafschaft Lippe
- 1650: Manuel Cardoso, portugiesischer Sänger, Organist, Chorleiter und Komponist
- 1663: Ludwig IV., Herzog von Liegnitz
- 1667: Wolfgang Conrad von Thumbshirn, deutscher Politiker, Mitunterzeichner des Westfälischen Friedens
- 1679: Paul von Aussem, Weihbischof in Köln
- 1679: Elisabeth Beling, deutsche Stifterin
- 1682: Jean-Michel Picart, flämisch-französischer Stilllebenmaler und Kunsthändler
- 1686: Alberich Degen, Abt des Zisterzienserklosters Ebrach
- 1713: Lucas van de Poll, niederländischer Rechtswissenschaftler
- 1715: Hedwig Eleonora von Schleswig-Holstein-Gottorf, Königin von Schweden
- 1721: Gustav Gabriel Appelmann, schwedischer Artillerieoffizier
- 1721: Maximilian Friedrich Casimir von Knigge, kurländischer Oberhofmarschall
- 1722: Ulrich Glantschnigg, österreichischer Maler
- 1722: Johann Adam Reincken, deutscher Komponist und Organist
- 1722: Elizabeth Seymour, Duchess of Somerset, englisch-britische Adlige
- 1724: Ernst Ludwig I., Herzog von Sachsen-Meiningen
- 1738: Jean-Baptiste Régis, französischer Jesuit und Missionar, Kartograph
- 1741: Eleonore Batthyány-Stratmann, Wiener Hofdame
- 1753: Johann Georg Weber, deutscher Theologe
- 1758: Johann Tobias Dressel, sächsischer Orgelbauer
- 1759: Christoph Friedrich von der Osten-Sacken, kurländischer Landespolitiker, Regent im Herzogtum Kurland und Semgallen
- 1766: Thomas Chilcot, englischer Komponist und Organist
- 1770: George Grenville, britischer Politiker und Staatsmann, Erster Lord der Admiralität, Lord of the Treasury
- 1782: Stefano Evodio Assemani, arabischer Orientalist
- 1790: Robert Henry, schottischer Historiker
- 1793: Johann Matthäus Schmahl, deutscher Klavier- und Orgelbauer

### 19. Jahrhundert
- 1813: Johann Bernhard Crespel, deutscher Jurist, Jugendfreund von Johann Wolfgang von Goethe
- 1816: Nikolaus Schuble, deutscher Orgelbauer
- 1822: Zofia Potocka, griechische Kurtisane
- 1824: Clarke Abel, britischer Arzt, Naturforscher und Botaniker
- 1831: Marcus DuMont, deutscher Verleger
- 1837: Joseph Kent, US-amerikanischer Politiker, Mitglied des Repräsentantenhauses, Gouverneur von Maryland, Senator
- 1842: Pehr Frigel, schwedischer Komponist
- 1848: William Lamb, 2. Viscount Melbourne, britischer Politiker, Minister, Lord High Treasurer, Premierminister
- 1848: Joseph Mendelssohn, deutscher Bankier
- 1850: Franz Philipp Aull, deutscher Politiker, MdL
- 1854: Friedrich Arnold, deutscher Architekt und Baubeamter
- 1861: Ferdinand von Eckstein, dänischer Schriftsteller und französischer Beamter
- 1864: José María Cornejo Merino y Guevara, salvadorianischer Politiker, Staatschef der Provinz El Salvador in der Zentralamerikanischen Konföderation
- 1869: Anton Westermann, deutscher Klassischer Philologe
- 1870: Comte de Lautréamont, französischer Dichter
- 1874: Ignatz Wilhelm Marcellin von Gruben, deutscher Richter und Parlamentarier
- 1875: William Backhouse Astor, US-amerikanischer Geschäftsmann
- 1875: Joseph Othmar von Rauscher, österreichischer Geistlicher, Fürstbischof von Seckau, Erzbischof von Wien, Kardinal
- 1876: Maria Francesca Rossetti, britische Autorin
- 1880: Napoléon-Henri Reber, französischer Komponist
- 1895: Carl Hugo Hahn, deutscher Theologe und Missionar
- 1896: Arnold Hirsch, böhmisch-österreichischer Arzt und Schriftsteller
- 1899: Abdallahi ibn Muhammad, Kalif von Omdurman, Anführer der Mahdisten im Sudan

### 20. Jahrhundert

#### 1901–1950
- 1901: Heinrich Urban, deutscher Komponist, Geiger und Musikpädagoge
- 1903: Johann Baptist von Anzer, deutscher Geistlicher, Missionar in China, Apostolischer Vikar von Scian-Ton Meridionale
- 1903: Angelo Maffucci italienischer Pathologe
- 1904: Lucie Bacmeister, deutsche Schriftstellerin und Malerin
- 1911: Wilhelm Jensen, deutscher Schriftsteller und Lyriker
- 1912: Michael Moser, österreichischer Fotograf
- 1912: Carl Heinrich Florenz Müller, genannt „Röntgenmüller“, deutscher Unternehmer
- 1914: Aristide Cavallari, italienischer Geistlicher, Titularbischof von Philadelphia in Lydia, Patriarch von Venedig, Kardinal
- 1915: Gabriel von Max, deutscher Maler
- 1916: Adelheid Marie von Anhalt-Dessau, Herzogin von Nassau, Großherzogin von Luxemburg
- 1916: Hiram Maxim, britisch-US-amerikanischer Erfinder
- 1921: Hans Georg von Doering, deutscher Offizier und Kolonialbeamter
- 1922: August Leue, deutscher Architekt, Offizier und Kolonialbeamter
- 1923: Michel de Klerk, niederländischer Architekt
- 1925: Supayalat, letzte Königin von Birma
- 1927: Ion I. C. Brătianu, rumänischer Politiker und Ministerpräsident
- 1928: Gerda Laski, österreichische Physikerin
- 1928: Richard Schwemer, deutscher Lehrer und Historiker
- 1929: Carl Caufal, österreichischer Architekt

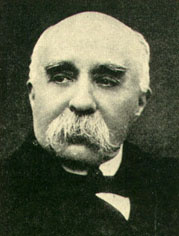
Georges Clemenceau († 1929)

- 1929: Georges Clemenceau,  französischer Journalist, Politiker und Staatsmann, Minister, Premierminister
- 1934: Mychajlo Hruschewskyj, russisch-ukrainischer Historiker, Politiker und Aktivist, erster Präsident der Ukrainischen Volksrepublik
- 1940: Gustav Neckel, deutscher Altgermanist

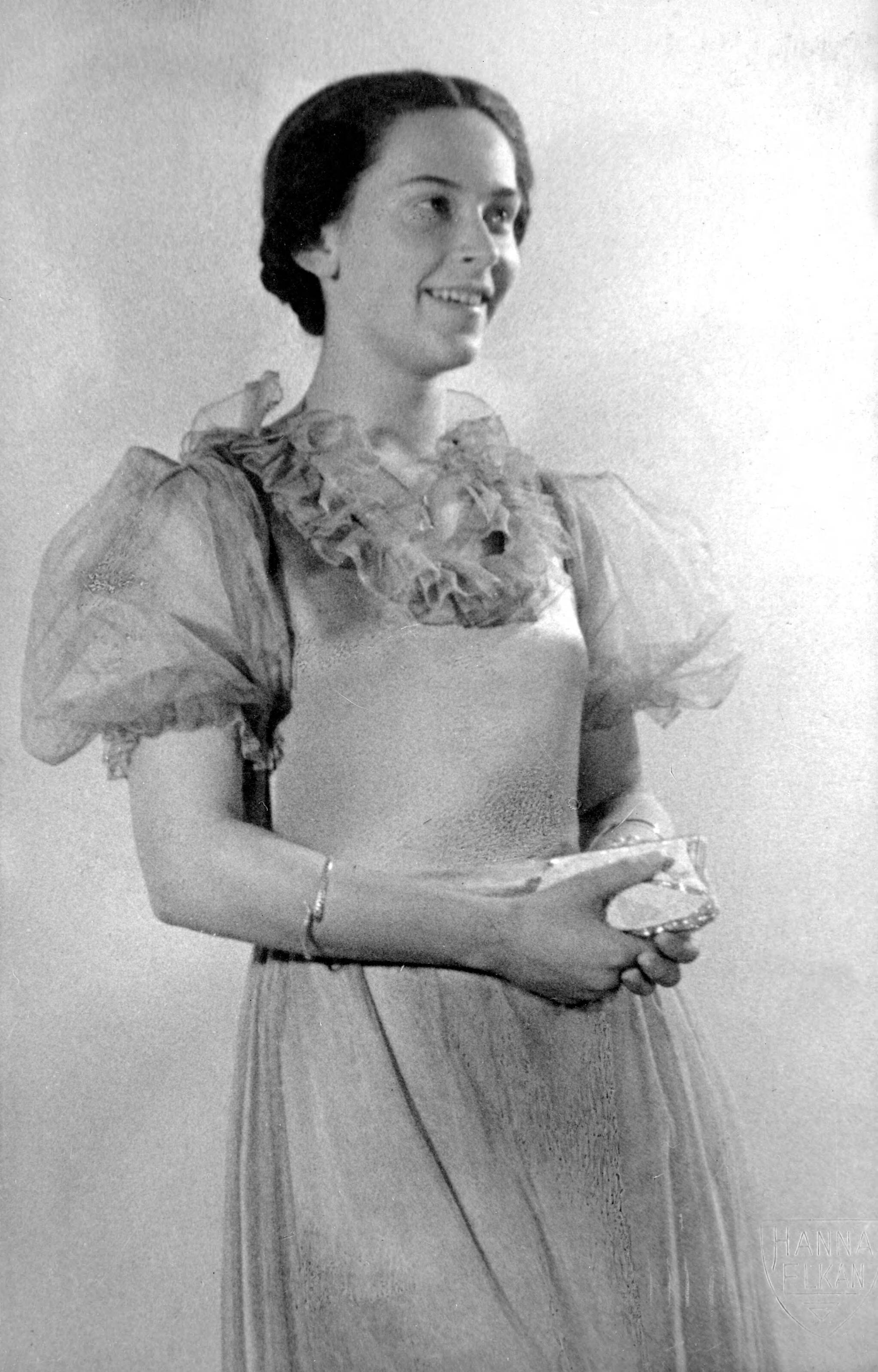
Reina Prinsen Geerligs († 1943)

- 1943: Reina Prinsen Geerligs, niederländische Widerstandskämpferin gegen den und Opfer des Nationalsozialismus
- 1945: Bruno Louis Schaefer, deutscher Jurist und Politiker, Senator in Hamburg
- 1946: Alfonso Broqua, uruguayischer Komponist
- 1947: Léon-Paul Fargue, französischer Lyriker
- 1948: Anna Jarvis, US-amerikanische Aktivistin, Begründerin des Muttertags
- 1948: Raoul Koczalski, polnischer Pianist und Komponist
- 1948: Hans Watzlik, deutsch-böhmischer Schriftsteller

#### 1951–1975
- 1953: Romain Pelletier, kanadischer Organist, Komponist und Musikpädagoge
- 1954: Boris Hambourg, russischer Cellist

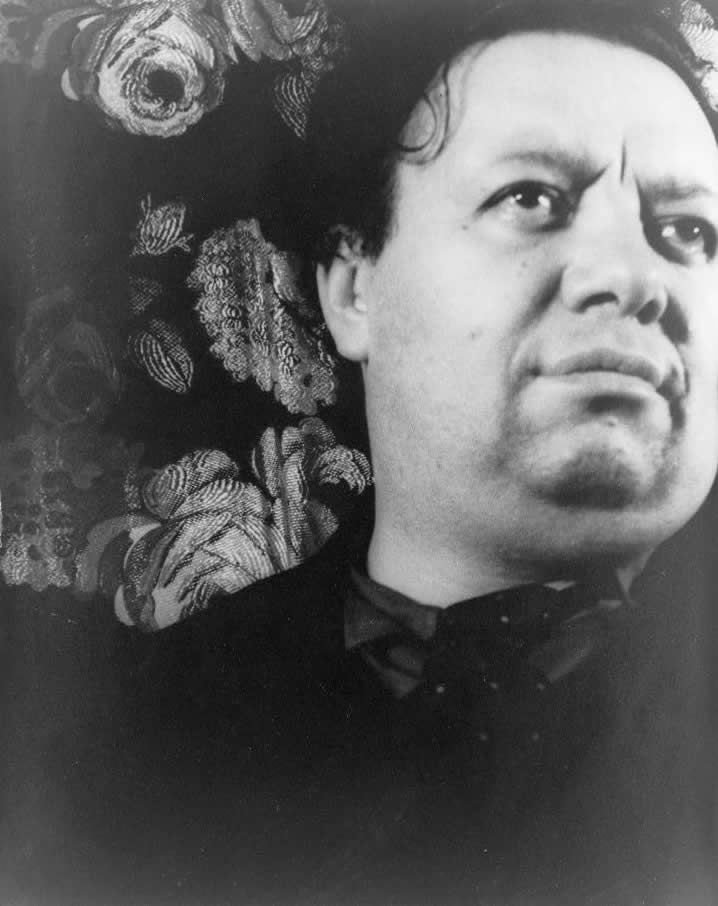
Diego Rivera († 1957)

- 1956: Stina Aronson, schwedische Schriftstellerin
- 1957: Diego Rivera, mexikanischer Maler der Moderne, Ehemann von Frida Kahlo
- 1959: Boris Eichenbaum, russischer Literaturwissenschaftler
- 1963: Meir Argov, israelischer Politiker
- 1963: Lee Harvey Oswald, US-amerikanischer Pilot, mutmaßlicher Attentäter von John F. Kennedy
- 1964: Georges-Émile Tanguay, kanadischer Organist, Komponist und Musikpädagoge
- 1966: Kanken Toyama, japanischer Karateka
- 1969: Mirko Basaldella, italienisch-amerikanischer Bildhauer und Maler
- 1969: Howell Glynne, walisischer Opernsänger (Bass) und Gesangspädagoge
- 1969: Howard Marion-Crawford, britischer Schauspieler
- 1970: Alice Seeley Harris, britische Missionarin und Fotografin
- 1972: Mani Matter, Schweizer Mundart-Liedermacher und Jurist
- 1973: Philippe Henri Menoud, Schweizer Geistlicher und Hochschullehrer
- 1973: Rudolf Pamperrien, deutscher Diplomat und Politiker
- 1974: Aurelio Arturo, kolumbianischer Schriftsteller und Lyriker
- 1975: Friedrich Beermann, deutscher Jurist, Offizier und Politiker

#### 1976–2000

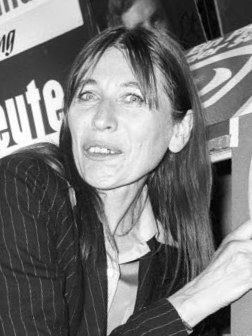
Helga Feddersen († 1990)

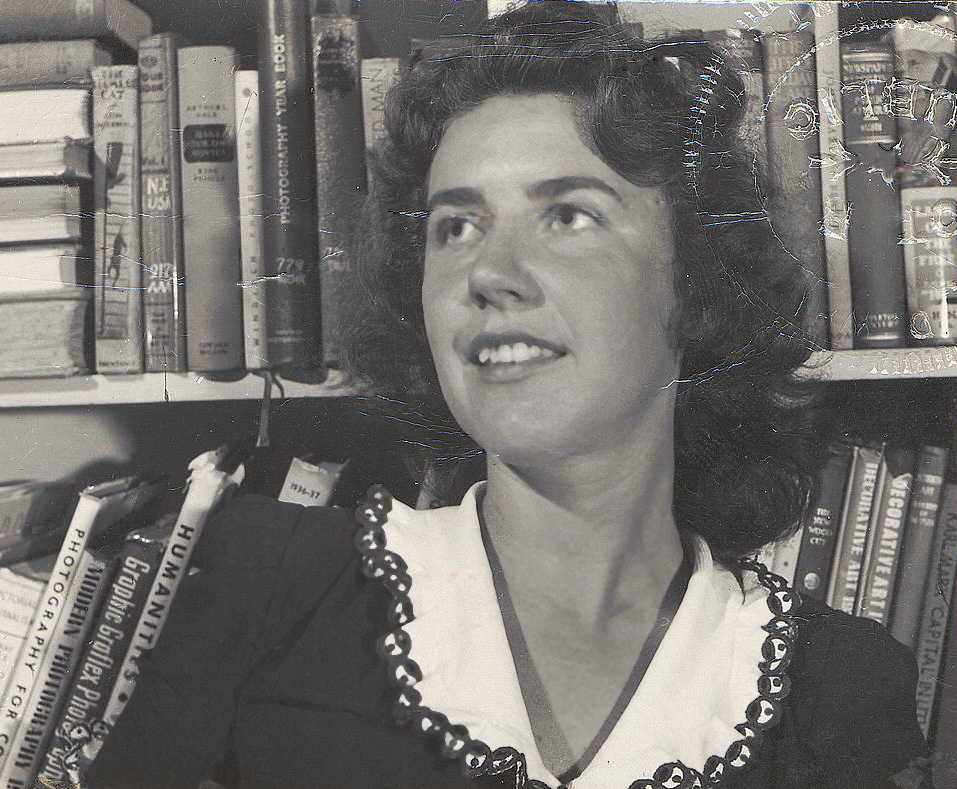
Marion Post Wolcott († 1990)

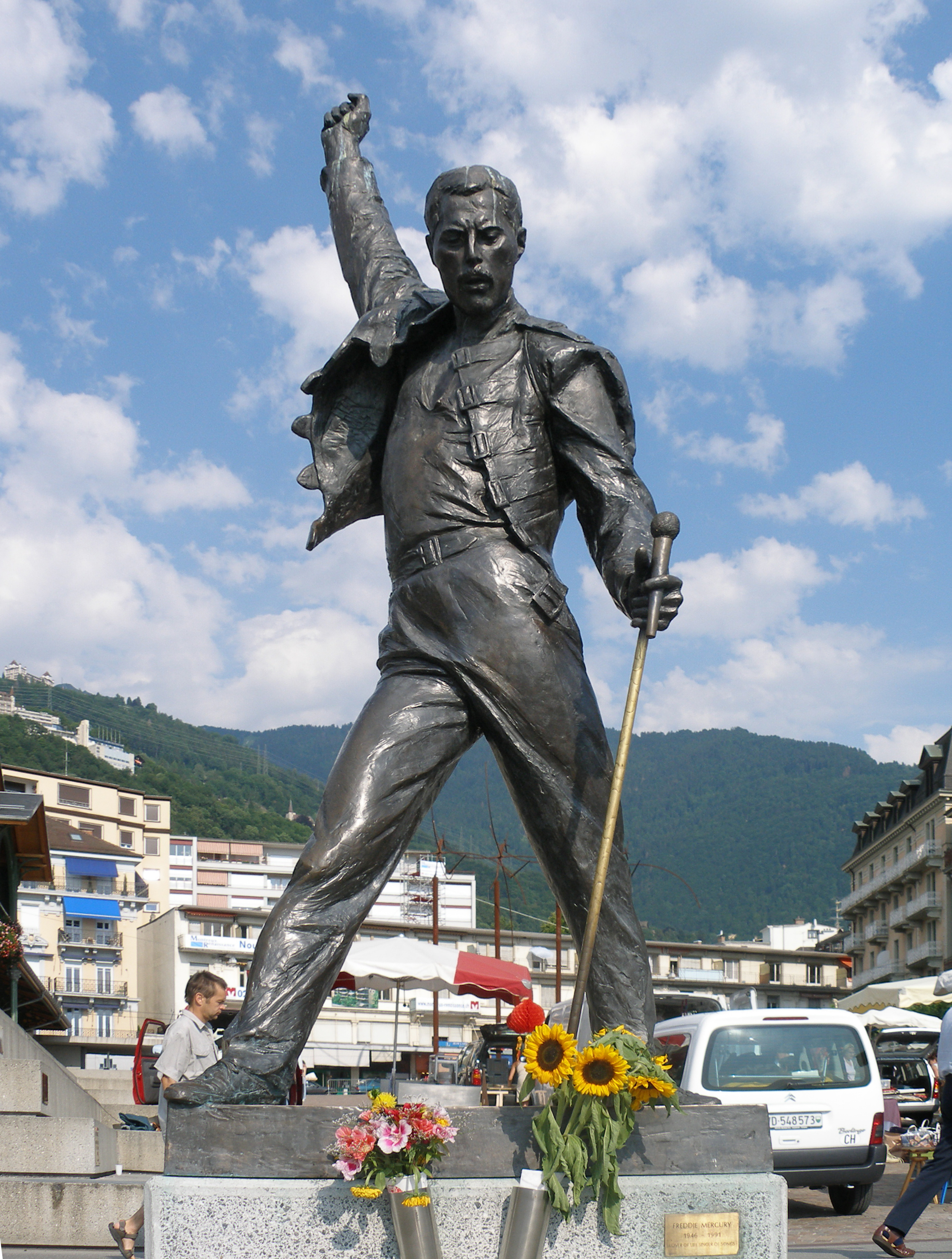
Freddie Mercury († 1991)

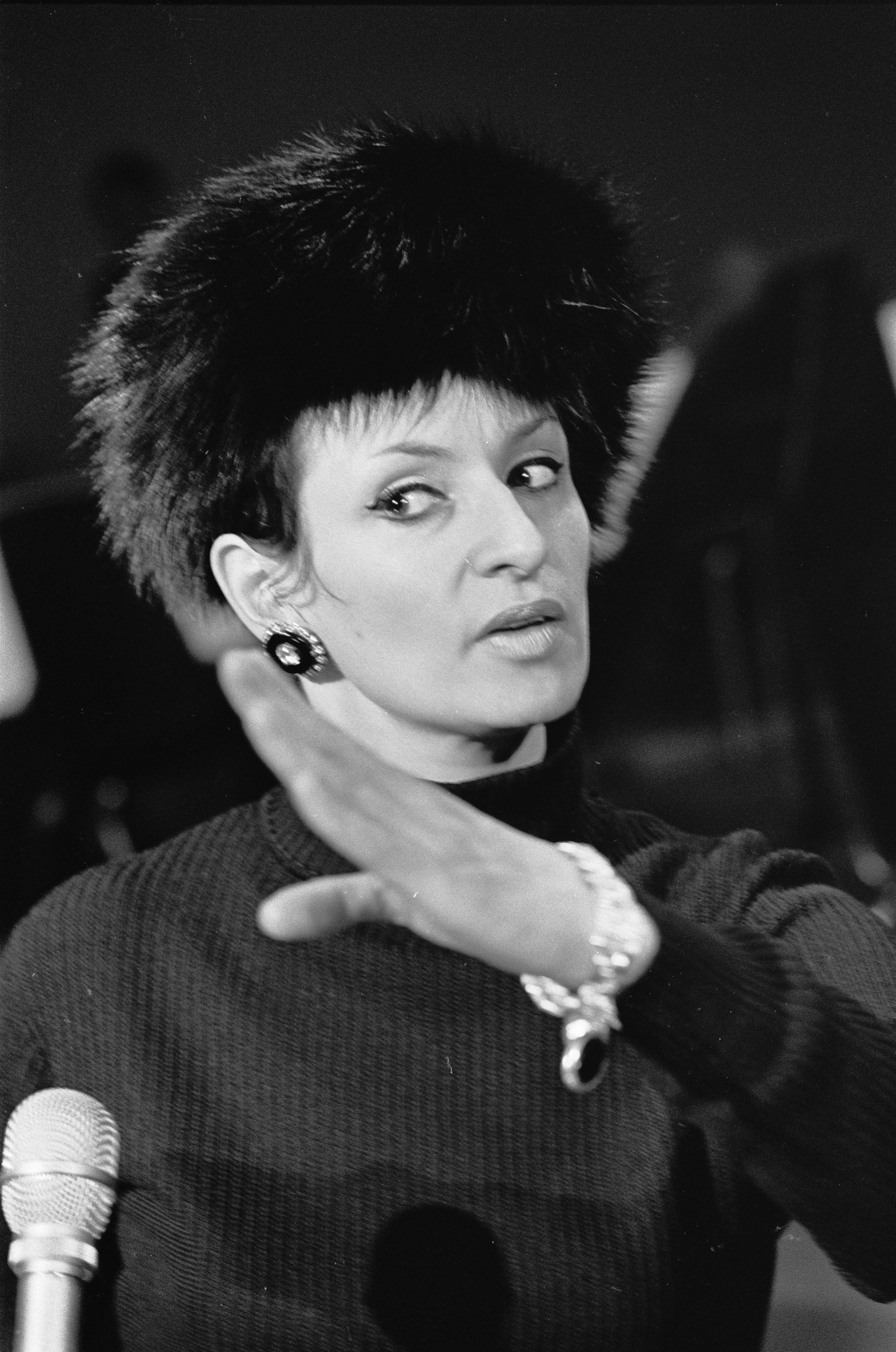
Barbara († 1997)

- 1976: Hildegard Brodtführer, deutsche Politikerin, MdL
- 1977: Reidar Aulie, norwegischer Maler
- 1978: Wilhelm Adam, deutscher Offizier und Politiker, Landesminister, Abgeordneter der Volkskammer
- 1980: Henrietta Hill Swope, amerikanische Astronomin
- 1980: George Raft, US-amerikanischer Filmschauspieler
- 1982: Benny Friedman, US-amerikanischer American-Football-Spieler und -Trainer
- 1982: Bohumír Štědroň, tschechischer Musikwissenschaftler und Pianist
- 1983: Egon Pruggmayer, deutscher Buchgestalter und Maler
- 1984: Wilhelm Antrup, deutscher Luftwaffenoffizier
- 1984: Godfrey Ridout, kanadischer Komponist und Musikpädagoge
- 1985: George Raynor, englischer Fußballspieler und -trainer
- 1985: Kornel Schimpl, tschechoslowakischer Dirigent, Musikpädagoge und Komponist
- 1985: Big Joe Turner, US-amerikanischer Musiker
- 1986: Dirk Fortuin, niederländischer Ruderer
- 1987: Abd ar-Rahman Scharkawi, ägyptischer Schriftsteller
- 1987: Hans Schubert, deutscher Mathematiker
- 1988: Joachim Fernau, deutscher Schriftsteller
- 1988: Rudolf Zender, Schweizer Maler, Grafiker und Zeichner
- 1989: Abdallah Yusuf Azzam, palästinensischer Ideologe, Vater des modernen islamischen Dschihad
- 1990: Helga Feddersen, deutsche Schauspielerin und Komödiantin
- 1990: Arnold Marquis, deutscher Schauspieler und Synchronsprecher
- 1990: Marion Post Wolcott, US-amerikanische Fotografin
- 1991: Eric Carr, US-amerikanischer Schlagzeuger (Kiss)
- 1991: Freddie Mercury, britischer Musiker und Sänger
- 1992: Xavier Darasse, französischer Komponist und Organist
- 1992: Henriette Puig-Roget, französische Organistin, Pianistin und Komponistin
- 1993: Albert Collins, US-amerikanischer Blues-Musiker
- 1994: Milton Jerrold Shapp, US-amerikanischer Politiker
- 1995: Dominic Ignatius Ekandem, nigerianischer Geistlicher, Erzbischof von Abuja, Kardinal
- 1996: Edison Denisov, sowjetisch-russischer Komponist und Musiktheoretiker
- 1997: Barbara, französische Sängerin
- 1998ː Minnette de Silva, ceylonesische Architektin
- 1998: Hansjörg Oeschger, deutscher Forstmann, Aktivist der Jugendbewegung
- 1998: Robert Walshaw, britischer Autorennfahrer
- 1999: Fernando Fernández, mexikanischer Schauspieler, Sänger, Drehbuchautor und Regisseur

### 21. Jahrhundert
- 2001: Robert Aulotte, französischer Romanist und Literaturwissenschaftler
- 2001: Robert Helps, US-amerikanischer Pianist und Komponist
- 2001: Melanie Thornton, US-amerikanisch-deutsche Sängerin
- 2001:  Erich Wiesner, österreichischer Industrieller und Politiker, LAbg
- 2002: John Rawls, US-amerikanischer Philosoph
- 2003: Louai al-Atassi, syrischer General und Politiker, Staatspräsident
- 2004: Hugo Dudli, Schweizer Komponist und Dirigent
- 2004: Arthur Hailey, britisch-kanadischer Schriftsteller
- 2004: Vladimir Rivero Hernández, portugiesischer Handballspieler
- 2005: Pat Morita, US-amerikanischer Schauspieler
- 2005: Harry Thürk, deutscher Schriftsteller
- 2006: Klaus Bungert, deutscher Kommunalpolitiker, Oberbürgermeister von Düsseldorf
- 2006: Jack Ferrante, US-amerikanischer American-Football-Spieler
- 2007: Gustav Reiner, deutscher Motorradrennfahrer
- 2008: Ryōhei Hirose, japanischer Komponist
- 2008: Goran Simić, serbischer Opernsänger (Bass)
- 2009: Ishii Kan, japanischer Komponist
- 2009: Hale Smith, US-amerikanischer Komponist, Pianist und Musikpädagoge
- 2009: Samak Sundaravej, thailändischer Politiker, Ministerpräsident
- 2010: Peter Christopherson,  britischer Musiker, Musikvideo-Regisseur und Fotograf
- 2010: Molly Luft, deutsche Unternehmerin und Prostituierte
- 2011: Ludwig Hirsch, österreichischer Liedermacher und Schauspieler
- 2012: Tita Carloni, Schweizer Architekt
- 2012: Heinz Werner Kraehkamp, deutscher Schauspieler
- 2013: Amedeo Amadei, italienischer Fußballspieler und -trainer
- 2013ː Jean King, US-amerikanische Politikerin
- 2014: Wiktor Tichonow, sowjetischer Eishockeyspieler und -trainer
- 2015: Heinz Oberhummer, österreichischer Astrophysiker und außerordentlicher Universitätsprofessor (Science Busters)
- 2017ː Hildegard Krost, Schauspielerin
- 2017: Hermann Schwörer, deutscher Jurist, Unternehmer und Politiker, MdB, MdEP
- 2019: Gu Hara, südkoreanische Popsängerin
- 2019: Kailash Chandra Joshi, indischer Politiker
- 2019: Juan Orrego-Salas, chilenischer Komponist und Musikpädagoge
- 2020: Mamadou Tandja, nigrischer Politiker, Staatspräsident
- 2021: Luis Díaz, kolumbianischer Radsportler
- 2021: Guillermo Echevarría, mexikanischer Schwimmer
- 2021: Wiesław Hartman, polnischer Springreiter, Olympiamedaillengewinner
- 2021: Klaus Reinhardt, deutscher General
- 2022ː Thea Bauriedl, deutsche Psychologin und Psychoanalytikerin
- 2022: Hans Magnus Enzensberger, deutscher Schriftsteller
- 2022: Börje Salming, schwedischer Eishockeyspieler
- 2023: Sigrid Ehrlich, deutsche Ordensschwester

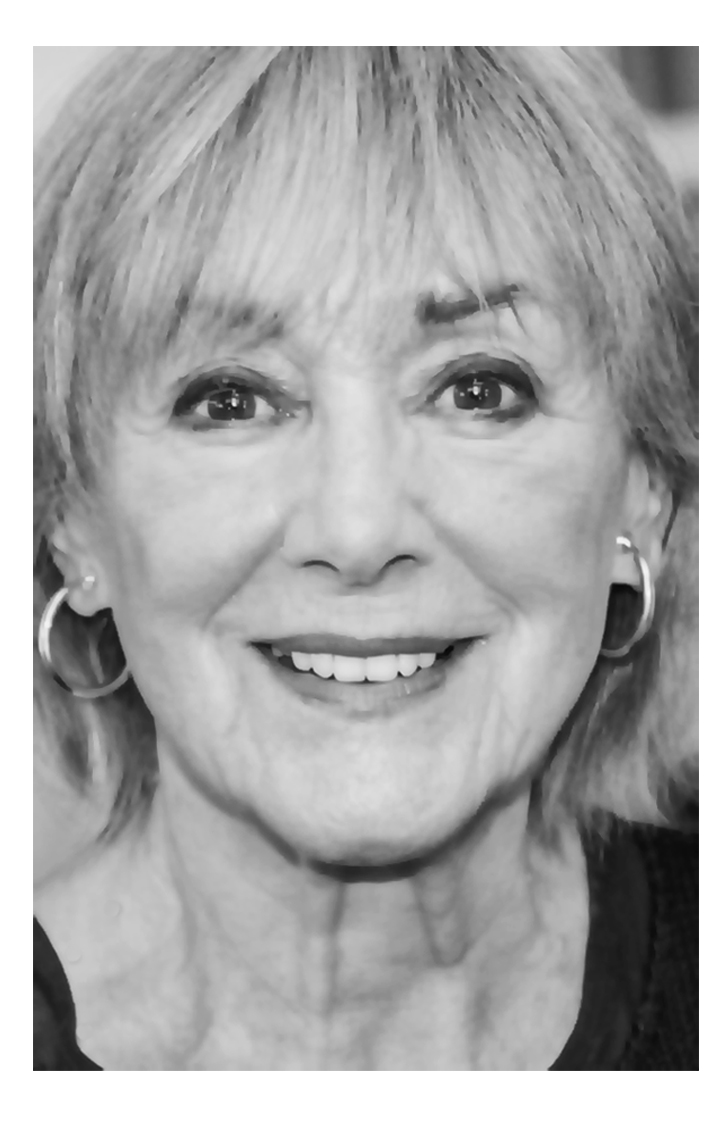
Heidelinde Weis († 2023)

- 2023: Heidelinde Weis, österreichisch-deutsche Schauspielerin, Regisseurin und Sängerin
- 2024: Breyten Breytenbach, französisch-südafrikanischer Schriftsteller, Maler und Anti-Apartheid-Aktivist
- 2024: Jos Lammertink, niederländischer Radrennfahrer
- 2024: Lilly Scheuermann, österreichische Balletttänzerin

## Feier- und Gedenktage
- Kirchliche Gedenktage
  - Hl. Johannes vom Kreuz, spanischer Dichter, Mystiker und Kirchenlehrer (anglikanisch, katholisch)
  - Chrysogonus von Aquileia, frühchristlicher Märtyrer (katholisch, orthodox)
  - Johannes Oekolampad, deutsch-schweizerischer Reformator (evangelisch)
  - John Knox, schottischer Priester und Reformator (evangelisch)
  - Justus Falckner, Jehu Jones und William Alfred Passavant, US-amerikanische Pastoren (evangelisch: ELCA)
  - Andreas Dung-Lac und Gefährten (Märtyrer von Vietnam) (katholisch)

- Namenstage
  - Albert, Flora, Jasmin, Johannes

Weitere Einträge enthält die Liste von Gedenk- und Aktionstagen.